# Shoah en Slovaquie
La Shoah en Slovaquie recouvre les persécutions, les déportations et l'extermination subies par les Juifs en République slovaque, alors État client de l'Allemagne nazie, pendant la Seconde Guerre mondiale. Sur 89 000 Juifs vivant dans le pays avant-guerre, environ 69 000 ont péri pendant la Shoah.
Après les accords de Munich en 1938, la Slovaquie proclame unilatéralement son autonomie envers la Tchécoslovaquie, mais elle perd d'importants territoires au profit de la Hongrie à l'issue du premier arbitrage de Vienne, signé en novembre. L'année suivante, avec le soutien du Troisième Reich, le Parti populaire slovaque, ethnonationaliste, déclare son indépendance vis-à-vis de la Tchécoslovaquie. La propagande de l'État met les pertes territoriales sur le compte des Juifs. Ceux-ci deviennent les cibles de discriminations et de harcèlements, y compris la confiscation de leurs biens et de leurs entreprises. Exclus de la vie économique, les Juifs tombent dans la misère, ce qui incite le gouvernement à les livrer aux travaux forcés. Le 9 septembre 1941, le gouvernement vote le « Code juif » et revendique l'application des politiques antisémites les plus dures d'Europe.
En 1941, le gouvernement slovaque négocie avec le Troisième Reich pour déporter les Juifs en masse vers la Pologne sous occupation nazie. Entre mars et octobre 1942, 58 000 juifs sont déportés au camp de concentration d'Auschwitz et dans le district de Lublin du Gouvernement général. Seuls quelques centaines d'entre eux ont survécu jusqu'à la fin de la guerre. Le gouvernement slovaque organise les convois et paie 500 Reichsmarks pour chaque victime théoriquement envoyée en « réinstallation ». Les persécutions reprennent en août 1944, quand l'Allemagne envahit la Slovaquie et déclenche le Soulèvement national slovaque. Encore 13 500 juifs sont déportés et des centaines sont assassinés en Slovaquie par l'Einsatzgruppe H et par les divisions d'urgence de la garde Hlinka (en).
Après la libération du pays par l'Armée rouge, les survivants subissent une nouvelle vague d'antisémitisme et rencontrent des difficultés pour recouvrer les biens volés. La plupart émigrent après le coup d'État communiste de 1948. Le régime communiste d'après-guerre censure les débats sur la Shoah. La liberté d'expression est rétablie après la chute du régime en 1989. La complicité du gouvernement slovaque dans la Shoah demeure contestée par des nationalistes d'extrême-droite.

## Éléments de contexte historique

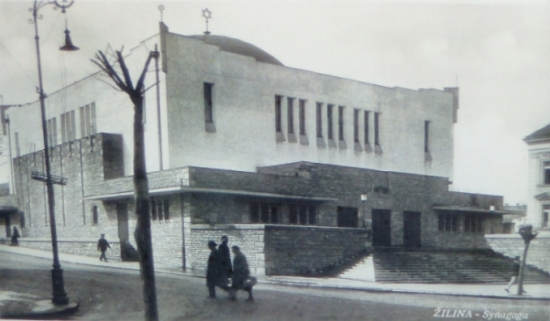
La nouvelle synagogue de Žilina, peu après son édification, vers 1931.

La Slovaquie n'a jamais constitué un pays indépendant avant 1939 : pendant près de mille ans, son territoire a fait partie du royaume de Hongrie,. Dix-sept communautés juives du Moyen Âge (en) sont recensées sur le territoire de la Slovaquie actuelle mais leur présence prend fin avec les expulsions qui ont suivi la défaite hongroise à la bataille de Mohács (1526). De nombreux juifs immigrent aux XVIIe siècle et XVIIIe siècle. Des Juifs venus de Moravie s'installent à l'Ouest des Tatras et forment les Juifs du Oberland (en), tandis que d'autres, venus de Galicie, s'établissent à l'Est des montagnes et forment une communauté distincte (Juifs du Unterland (en)) influencée par l’hassidisme,. En raison du schisme chez les juifs de Hongrie (en), les communautés se scindent en plusieurs tendances au milieu du XIXe siècle. Après l'émancipation des Juifs, achevée en 1896, nombre d'entre eux adoptent la langue et les coutumes hongroises pour progresser dans l'échelle sociale,.
Même si les juifs slovaques ne sont pas aussi bien intégrés que ceux de Bohême et Moravie, ils s'installent dans les villes et participent à toutes les professions ; d'autres restent dans les campagnes, exerçant principalement les métiers d'artisans, de marchands et de vendeurs au détail. Au XIXe siècle, les Juifs sont le fer de lance des mutations économiques qui développent le commerce dans les secteurs ruraux et, à la fin du siècle, environ 70 % des banquiers et des hommes d'affaires dans les hautes terres slovaques sont juifs,. Bien que certains Juifs soutiennent le nationalisme slovaque, à partir de la moitié du XIXe siècle l'antisémitisme devient un thème courant dans ce mouvement et les Juifs sont traités d'agents de la « magyarisation » et de « propagandistes d'avant-garde au service des classes dirigeantes hongroises », selon les termes de l'historien Thomas Lorman (en),,. Dans l'Ouest de la Slovaquie, des émeutes antisémites surviennent dans le sillage du Printemps des peuples en 1848 et de nouvelles émeutes se produisent à cause de l'affaire Tiszaeszlár en 1882-1883. À l'antisémitisme religieux (en) traditionnel s'ajoute le stéréotype voulant que les Juifs exploiteraient les Slovaques pauvres (antisémitisme économique (en)) ainsi qu'un antisémitisme nationaliste : les Juifs, assimilés à l'État hongrois, sont accusés de sympathiser avec celui-ci aux dépens des aspirations slovaques,,.
Après la Première Guerre mondiale, la Slovaquie fait partie du nouvel État de Tchécoslovaquie. En 1918, il existe 227 communautés juives et leur population représente, en 1921, environ 135 918 personnes. Après la proclamation de l'indépendance (1918-1920), de nouvelles flambées de violences antisémites éclatent, bien qu'elles ne soient pas, de loin, aussi graves qu'en Ukraine et en Pologne. Pour les nationalistes slovaques, les Juifs sont associés à l'État tchécoslovaque et accusés de soutenir le tchécoslovaquisme (en). Dans les années 1920, des accusations de meurtre rituel se répandent à Trenčín et à Šalavský Gemer. Dans les années 1930, la Grande Dépression atteint les négociants juifs et, en parallèle, nourrit l'antisémitisme économique. Le sous-développement économique et des impressions de discrimination en Tchécoslovaquie conduisent de nombreux Slovaques (environ un tiers) à soutenir le Parti populaire slovaque (Hlinkova slovenská ľudová strana: HSĽS), de tendance conservatrice et ethnonationaliste,,. Pour le HSĽS, les groupes minoritaires, comme les Tchèques, Juifs et Roms, exercent une influence destructrice sur la nation slovaque ; le parti présente l'autonomie slovaque comme la solution aux problèmes de la Slovaquie. À la fin des années 1930, le parti adopte une posture antisémite en réaction à la vague de réfugiés juifs venus d'Autriche en 1938 et aux lois antisémites adoptées en Hongrie, en Pologne et en Roumanie.

## Indépendance de la Slovaquie

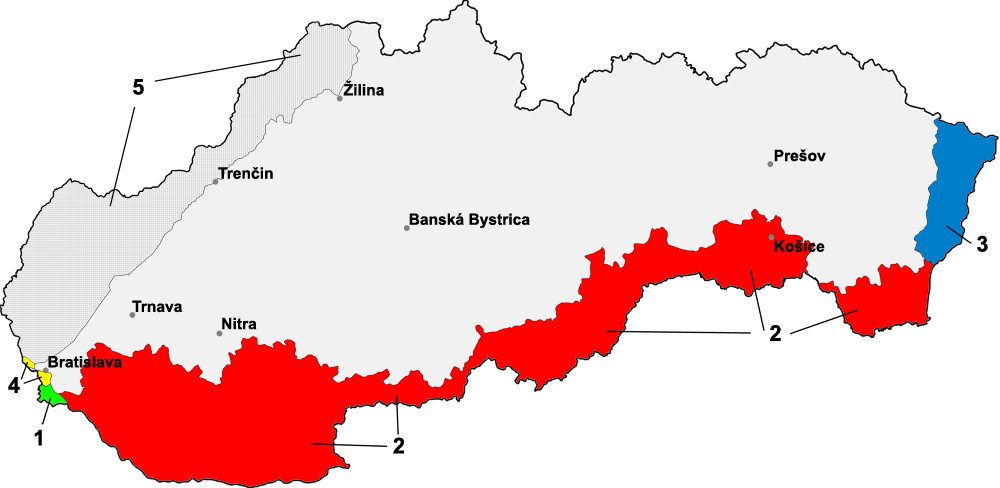
Pertes territoriales slovaques en faveur de : la Hongrie en 1938 (2 ■) et 1939 (3 ■). Zone annexée par l'Allemagne (4 ■) et la zone de protection allemande en Slovaquie en (5 ■). (1 ■) qui est récupérée par la Tchécoslovaquie après la guerre.

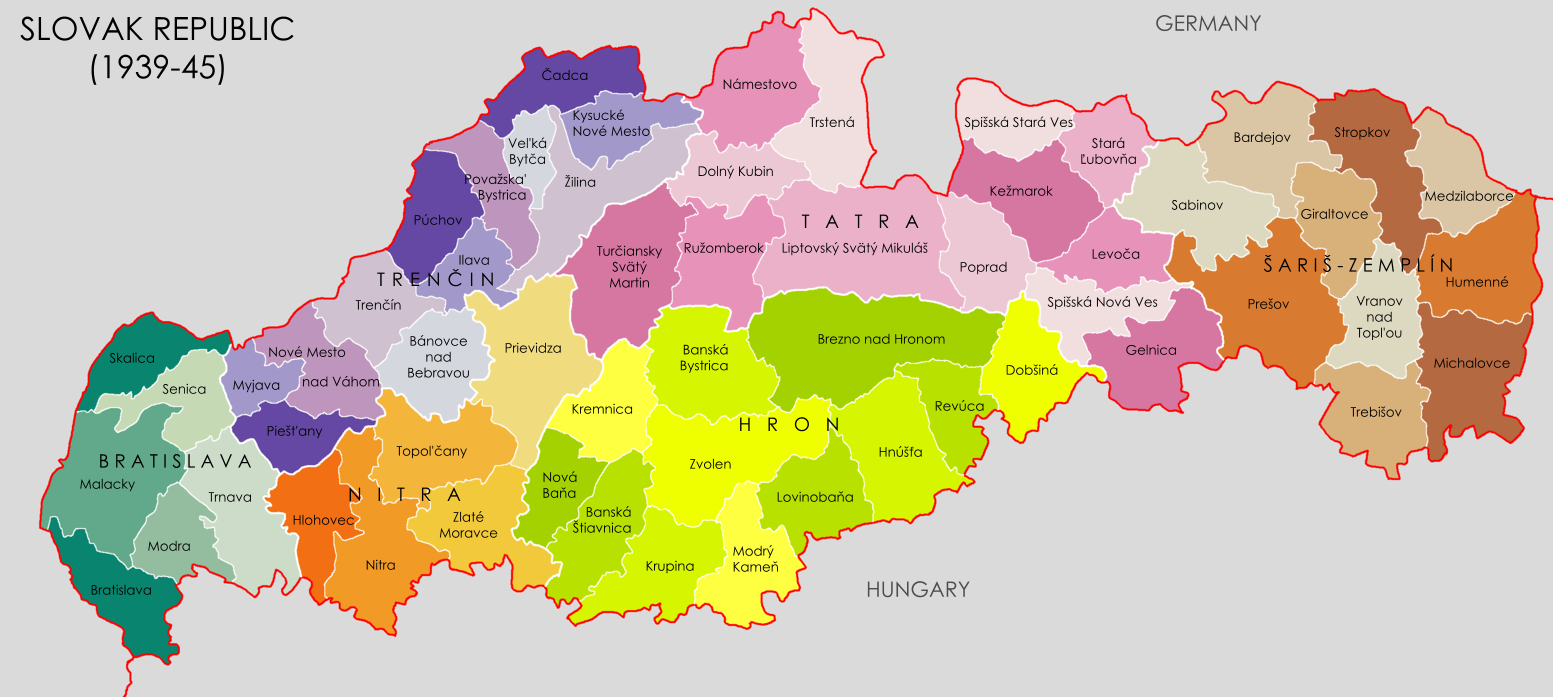
Régions administratives de la république slovaque entre 1939 et 1945.

Les accords de Munich en septembre 1938 cèdent la région des Sudètes, territoire tchèque germanophone, à l'Allemagne. Le HSĽS tire parti du chaos politique qui s'ensuit pour proclamer l'autonomie de la Slovaquie le 6 octobre. Jozef Tiso, prêtre catholique et chef du HSĽS, devient premier ministre de la région autonome slovaque,. Le catholicisme, religion partagée par 80 % des habitants de la région, joue un rôle de premier plan dans le nouveau régime : beaucoup de ses hauts dignitaires sont des évêques, prêtres ou laïques,,. Sous la direction de Tiso, le gouvernement slovaque entame des négociations à Komárno avec la Hongrie au sujet de leurs frontières respectives. Le litige est porté devant l'arbitrage de Vienne par le Troisième Reich et l'Italie fasciste. Le 2 novembre, la Hongrie reçoit une grande partie de la Slovaquie du Sud, dont 40 % des terres arables du pays et 270 000 personnes qui se déclarent tchécoslovaques,.
Le HSĽS assoit son pouvoir par une série de mesures : interdire les partis d'opposition, fermer les journaux indépendants, diffuser une propagande antisémite et anti-tchèque, fonder la milice de la Garde Hlinka,. Les partis politiques représentant les minorités allemandes et hongroises sont autorisés et le Parti allemand forme la milice des Freiwillige Schutzstaffel,. Le HSĽS emprisonne des milliers d'opposants politiques, mais il n'exécute aucune condamnation à mort. En décembre 1938, des élections non-libres (en) aboutissent à 95 % des suffrages en faveur du HSĽS,.
Le 14 mars 1939, l'État slovaque proclame son indépendance avec le soutien et la protection de l'Allemagne. Le lendemain, l'Allemagne annexe et envahit l'État croupion tchèque et la Hongrie s'empare de la Ruthénie subcarpathique avec l'accord de l'Allemagne,. Dans un traité signé le 23 mars, la Slovaquie abandonne de nombreuses prérogatives de politique étrangère et d'autonomie militaire au profit de l'Allemagne en échange d'une garantie sur ses frontières et d'une assistance économique,. Le pays n'est jamais réellement indépendant, ni entièrement aux mains du Troisième Reich : il occupe un statut intermédiaire. En octobre 1939, Tiso, qui dirige l'aile conservatrice et cléricale du HSĽS, devient président. Vojtech Tuka, qui dirige l'aile fasciste radicale du parti, est nommé Premier ministre. Les deux ailes du parti nourrissent une rivalité pour s'attirer les faveurs allemandes,. L'aile radicale du HSĽS est pro-allemande alors que les conservateurs soutiennent l'autonomie envers l'Allemagne, ; les radicaux s'appuient sur la garde Hlinka et sur le soutien allemand, alors que Tiso bénéficie d'une grande popularité dans le clergé et dans la population,.

## Politiques antisémites (1938-1941)

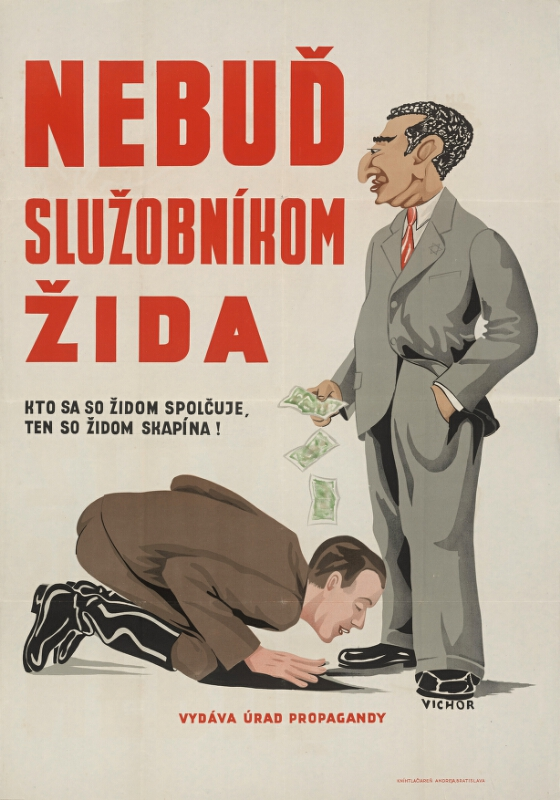
Affiche de propagande slovaque exhortant les lecteurs à ne pas « être un serviteur des Juifs ».

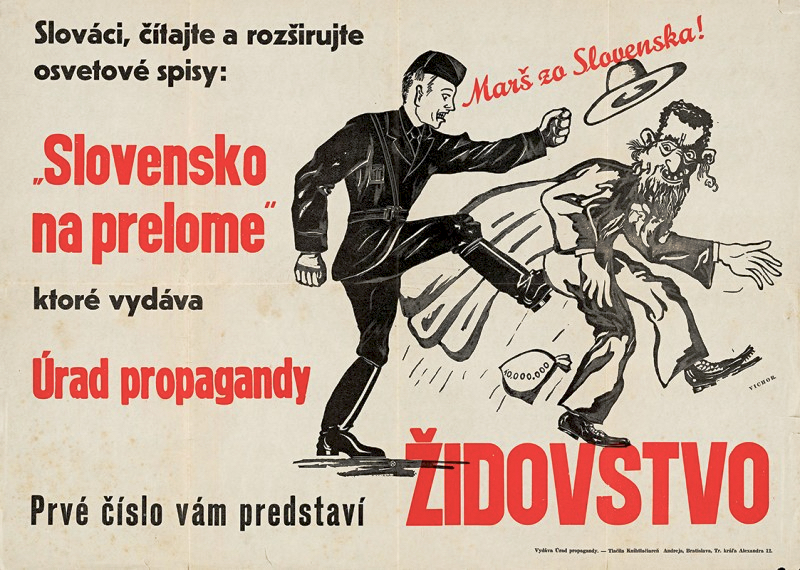
Propagande du gouvernement qui ordonne aux Juifs de « dégager de Slovaquie ».

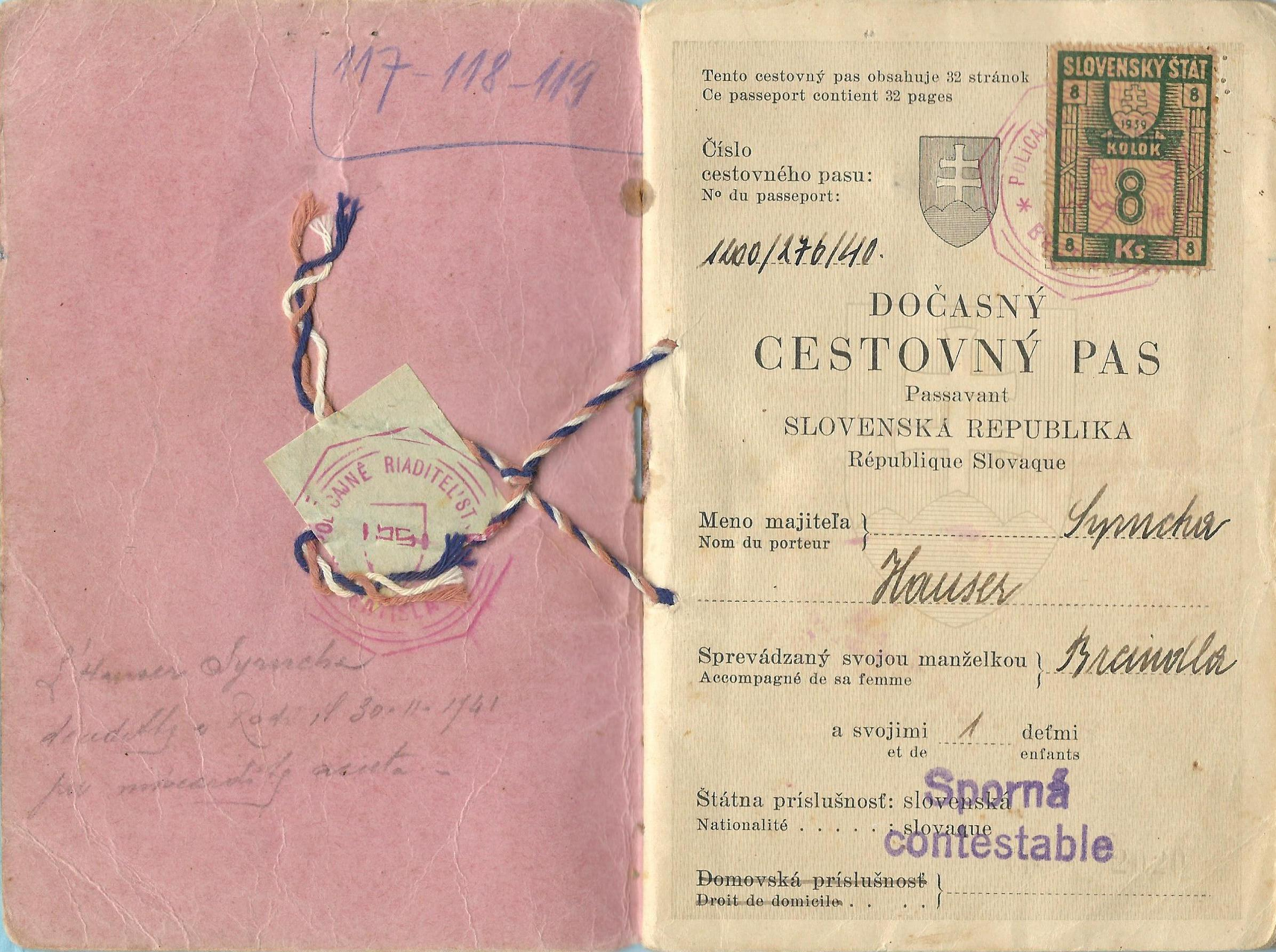
Passeport temporaire délivré en 1940 à un citoyen juif qui a fui en Italie.

### Premières mesures
Aussitôt que la république slovaque est proclamée en 1938, le gouvernement commence à limoger ses employés juifs. Le Comité pour la Solution à la Question juive, fondé le 23 janvier 1939, vise à se pencher sur les législations antisémites,,. Les médias payés par l'État diabolisent les Juifs, les présentant comme des « ennemis de l'État » et de la nation slovaque,. Les entreprises appartenant à des Juifs subissent des vols ; des agressions physiques contre les Juifs se produisent, à la fois spontanément et à l'instigation de la garde Hlinka et des Freiwillige Schutzstaffel. Dans son premier discours radiophonique après l'instauration de l'État slovaque en 1939, Tiso insiste sur sa volonté de « résoudre la question juive » ; la législation antisémite est la seule mesure tangible qu'il promette. La persécution des Juifs constitue un point phare de la politique intérieure,. Des mesures discriminatoires affectent tous les domaines de la vie courante pour isoler et exproprier les Juifs en amont de leur déportation.
Dans les jours qui suivent l'annonce du premier arbitrage de Vienne, des émeutes antisémites éclatent à Bratislava ; la presse les justifie en pointant un prétendu soutien des Juifs en faveur de la Hongrie pendant les négociations de cette partition. Adolf Eichmann, haut fonctionnaire nazi, est envoyé à Bratislava et il élabore avec Tiso et d'autres politiciens du HSĽS un programme pour déporter les Juifs pauvres et étrangers vers le territoire cédé à la Hongrie,. En parallèle, les Juifs possédant des biens dépassant 500 000 couronnes tchécoslovaques (Kčs) sont arrêtés dans une tentative infructueuse de tarir la fuite des capitaux,. Du 4 au 7 novembre, entre 4 000 et 7 600 Juifs sont déportés, lors d'une opération chaotique semblable aux pogroms à laquelle participent la garde Hlinka, les Freiwillige Schutzstaffel et le Parti allemand. Les déportés comptent de jeunes enfants, des personnes âgées et des femmes enceintes. Quelques jours plus tard, Tiso annule l'opération et la plupart des victimes sont autorisées à rentrer chez elles en décembre,. Plus de 800 personnes se sont trouvées confinées sous des tentes dans un camp de prisonniers improvisé à Veľký Kýr, Miloslavov et Šamorín, en plein hiver, sur la frontière récemment tracée entre la Slovaquie et la Hongrie. Ces déportations, qui suivent de peu celles menées par les Allemands contre des milliers des Juifs polonais,, provoquent des critiques internationales, une réduction des investissements britanniques, une dépendance majorée envers les capitaux allemands et elles constituent un prélude aux déportations de 1942.
À l'origine, de nombreux Juifs croient que les politiques antisémites seront provisoires. Néanmoins, certains cherchent à émigrer en emportant leurs biens. Entre décembre 1938 et février 1939, plus de 2,25 millions de Kčs sont transférés illégalement vers les territoires tchèques, les Pays-Bas et le Royaume-Uni ; des sommes encore plus importantes font l'objet de transferts légaux. Les fonctionnaires du gouvernement slovaque en profitent pour acquérir au rabais les biens d'émigrants juifs fortunés, ce qui préfigure les transactions ayant cours pendant l'aryanisation. Les Juifs s'intéressent encore davantage à l'émigration après la campagne de Pologne car les réfugiés polonais racontent les atrocités dont ils sont témoins. Même si le gouvernement slovaque encourage les Juifs à émigrer, il n'autorise pas la sortie de devises étrangères et s'assure que cette interdiction est appliquée. Aucun pays ne témoigne d'enthousiasme à la perspective d'accueillir ces réfugiés Juifs et les limites strictes imposées par le Royaume-Uni sur la migration légale vers la Palestine mandataire empêchent les intéressés d'y trouver refuge. En 1940, Bratislava fourmille d'agents de l'Aliyah Bet qui organisent des migrations clandestines vers la Palestine ; l'un d'eux, Aron Grünhut (en), a aidé l'émigration de 1 365 Juifs slovaques, tchèques, hongrois et autrichiens. Au début de 1941, toute migration devient impraticable ; même les Juifs bénéficiant du visa des États-Unis ne peuvent obtenir de visas de transit via l'Allemagne. Au total, les migrants juifs slovaques représentent 5 000 à 6 000 personnes,. Comme 45 000 juifs vivent dans les territoires cédés à la Hongrie,, le recensement de 1940 relève que 89 000 Juifs vivent dans la république slovaque, soit 3,4 % de la population.

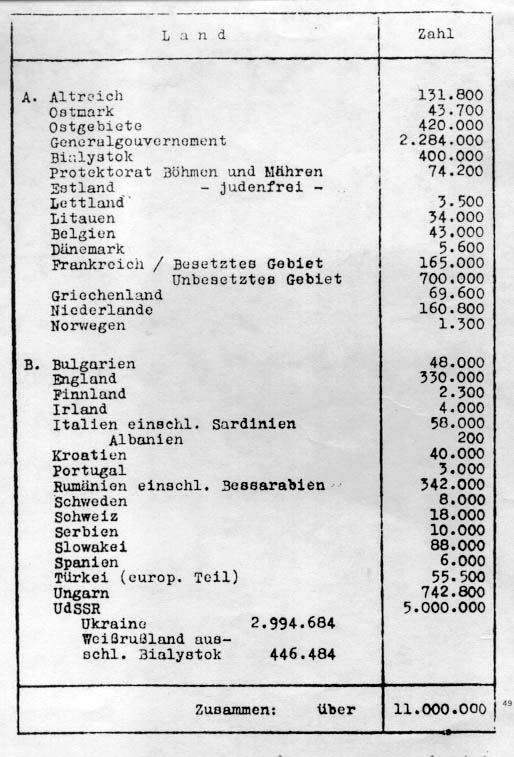
Liste des objectifs de la conférence de Wannsee

### Aryanisation
L'aryanisation, c'est-à-dire la confiscation de tous les biens appartenant aux Juifs et l'exclusion des Juifs hors de la vie économique,, s'appuie en Slovaquie sur le stéréotype (relayé par la propagande du HSĽS) voulant que les Juifs s'enrichiraient par l'oppression des Slovaques,,. Entre 1939 et 1942, le régime du HSĽS bénéficie d'un vaste soutien populaire en promettant aux citoyens slovaques qu'ils profiteraient des biens confisqués aux Juifs et aux autres minorités,,. Le gouvernement augure des gains appréciables : en 1940, les Juifs ont déclaré un patrimoine dépassant 4 322 milliards de couronnes slovaques (Ks) (38 % de la richesse nationale),. Ce processus est aussi appelé « slovaquisation », car les dirigeants slovaques prévoient des directives pour s'assurer que les Slovaques (et non les Allemands ou d'autres minorités) perçoivent les biens des Juifs. En raison de l'intervention du Parti allemand et du Troisième Reich, les Allemands de Slovaquie reçoivent néanmoins 8,3 % des biens volés, (mais la plupart des demandeurs allemands sont rejetés) ce qui bride la liberté d'action du gouvernement slovaque.
La première loi antisémite, promulguée le 18 avril 1939 mais dont l'application n'est pas systématique, instaure un numerus clausus : un quota ne permet qu'à 4 % de Juifs d'exercer un métier dans le droit ; en outre, les Juifs ont interdiction d'écrire dans des publications non-juives,,. La loi de réforme agraire, en février 1940, retire 101 423 hectares de terrains (dont plus de 40 % sont arables) à 4 943 Juifs et les transfère au Bureau des Terres de l'État ; ces terrains tombent officiellement sous contrôle public en mai 1942,. La première loi d'aryanisation est votée en avril 1940. Par une procédure appelée « aryanisation volontaire », les propriétaires Juifs d'entreprises peuvent proposer « un candidat chrétien qualifié » qui détiendrait au minimum 51 % des avoirs de la société. Avec cette loi, 50 entreprises — sur plus de 12 000 — sont aryanisées et 179 sont liquidées. Les radicaux du HSĽS et les soutiens allemands de l'État slovaque pensent que l'aryanisation volontaire est une procédure trop indulgente envers les Juifs. Néanmoins, à la mi-1940, la position des Juifs dans l'économie nationale s'est largement effondrée.

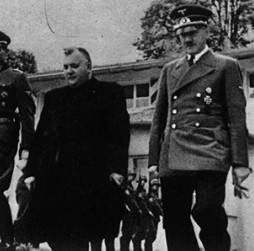
Jozef Tiso et Adolf Hitler à la en 1940.

Lors de la conférence de Salzbourg (en) en juillet 1940, l'Allemagne exige que plusieurs membres du gouvernement soient remplacés par des radicaux connus pour leur pro-germanisme,. Ferdinand Ďurčanský (en) doit céder son poste de ministre de l'Intérieur à Alexander Mach (en), qui aligne les politiques antisémites slovaques sur celles du Troisième Reich,. Les négociations de Salzbourg entraînent aussi la nomination de l'officier SS Dieter Wisliceny comme conseiller aux Affaires juives en Slovaquie : il prend ses fonctions en août,. Son objectif est d'appauvrir la communauté juive pour qu'elle devienne un fardeau pesant sur les Slovaques non-juifs, qui accepteraient alors de les déporter. À l'instigation de Wisliceny, le gouvernement crée en septembre 1940 le Bureau central de l'économie (ÚHÚ), dirigé par Augustín Morávek (de) et contrôlé par Tuka,. Cet organisme est chargé d'acquérir les biens des Juifs. Ces derniers sont obligés de déclarer leur patrimoine ; leurs avoirs bancaires (qui représentent 125 millions de Ks en août 1941) sont gelés et leurs propriétaires ne peuvent retirer que 1 000 Ks (puis 150 Ks) chaque semaine,. Les 22 000 Juifs occupant des postes salariés sont visés à leur tour : les non-Juifs doivent obtenir la permission de l'ÚHÚ pour embaucher des Juifs et ils doivent acquitter une taxe.
Une seconde loi d'aryanisation est promulguée en novembre 1939 : elle ordonne l'expropriation des biens appartenant aux Juifs ou la liquidation de leurs entreprises,. Dans une procédure corrompue, surveillée par le bureau de Morávek, 10 000 entreprises (surtout des magasins) sont liquidées et le reste — environ 2 300 — est aryanisé,,. Cette liquidation profite aux petites entreprises slovaques qui se trouvaient en compétition avec les Juifs alors que l'aryanisation est appliquée aux sociétés plus importantes, qui sont achetées par leurs concurrentes. Dans de nombreux cas, les remplaçants, novices en matière d'affaires, passent un marché avec les anciens propriétaires et employés juifs pour qu'ils continuent à travailler dans l'entreprise,. L'aryanisation des entreprises ne procure pas la richesse espérée au budget slovaque et, parmi les entreprises saisies, seules 288 apportent des revenus à l'État en juillet 1942. L'aryanisation et la liquidation des entreprises est presque achevée en janvier 1942 : sur 89 000 Juifs, 64 000 ont perdu leurs moyens de subsistance,. Pour les Juifs, l'aryanisation conduit à la catastrophe car leur appauvrissement calculé provoque leur déportation en 1942,,.
La campagne d'aryanisation cause d'immenses pertes financières en Slovaquie et en détruit largement ressources. L'État ne parvient pas à récolter de fonds importants issus de la vente du patrimoine des Juifs et la plupart de ses gains proviennent de la confiscation des comptes et des avoirs bancaires. Les principaux bénéficiaires de l'aryanisation sont les membres des partis politiques fascistes slovaques et les membres des groupes paramilitaires, qui convoitaient les biens appartenant aux Juifs mais ne possèdent guère de compétences pour faire prospérer une entreprise,. Au cours de l'existence de la république slovaque, le gouvernement obtient 1 100 millions de couronnes slovaques (Ks) via l'aryanisation mais il en dépense entre 900 et 950 millions pour appliquer les politiques antisémites. En 1942, il doit verser en sus au gouvernement allemand la somme de 300 millions de Ks pour la déportation de 58 000 Juifs.

### Centrale juive
Quand Wisliceny arrive, toutes les associations communautaires juives sont dissoutes et les Juifs sont contraints d'établir l'Ústredňa Židov (« Centrale juive », ÚŽ, satellite du Bureau central de l'économie) en septembre 1940,. L'ÚŽ, premier Judenrat formé hors du Reich et de Pologne occupée, est aussi la seule association laïque juive autorisée en Slovaquie ; tous les Juifs doivent s'y inscrire,. Les chefs de la communauté juive sont partagés sur la réaction à adopter face à cette instance. Si certains soutiennent que l'ÚŽ sera utilisée pour appliquer des politiques antisémites, d'autres — plus nombreux — pensent que s'investir dans l'association représente un moyen d'aider leurs homologues en retardant la mise en place de ces politiques et en soulageant la pauvreté,. Le premier dirigeant de l'ÚŽ est Heinrich Schwartz, qui s'emploie à contrecarrer les ordres antisémites : il sabote un recensement des Juifs en Slovaquie du Nord, car celui-ci visait à justifier leur élimination dans l'Ouest du pays. Wisliceny fait arrêter Schwartz en avril 1941,,. Pour le remplacer, le Bureau central de l'économie nomme Arpad Sebestyen, plus coopératif. Wisliceny ouvre un service des affaires spéciales à l'ÚŽ afin d'assurer l'application rapide des décrets nazis et en confie la direction au collaborationniste Karol Hochberg (en) (un Juif de Vienne),.

### Travail forcé

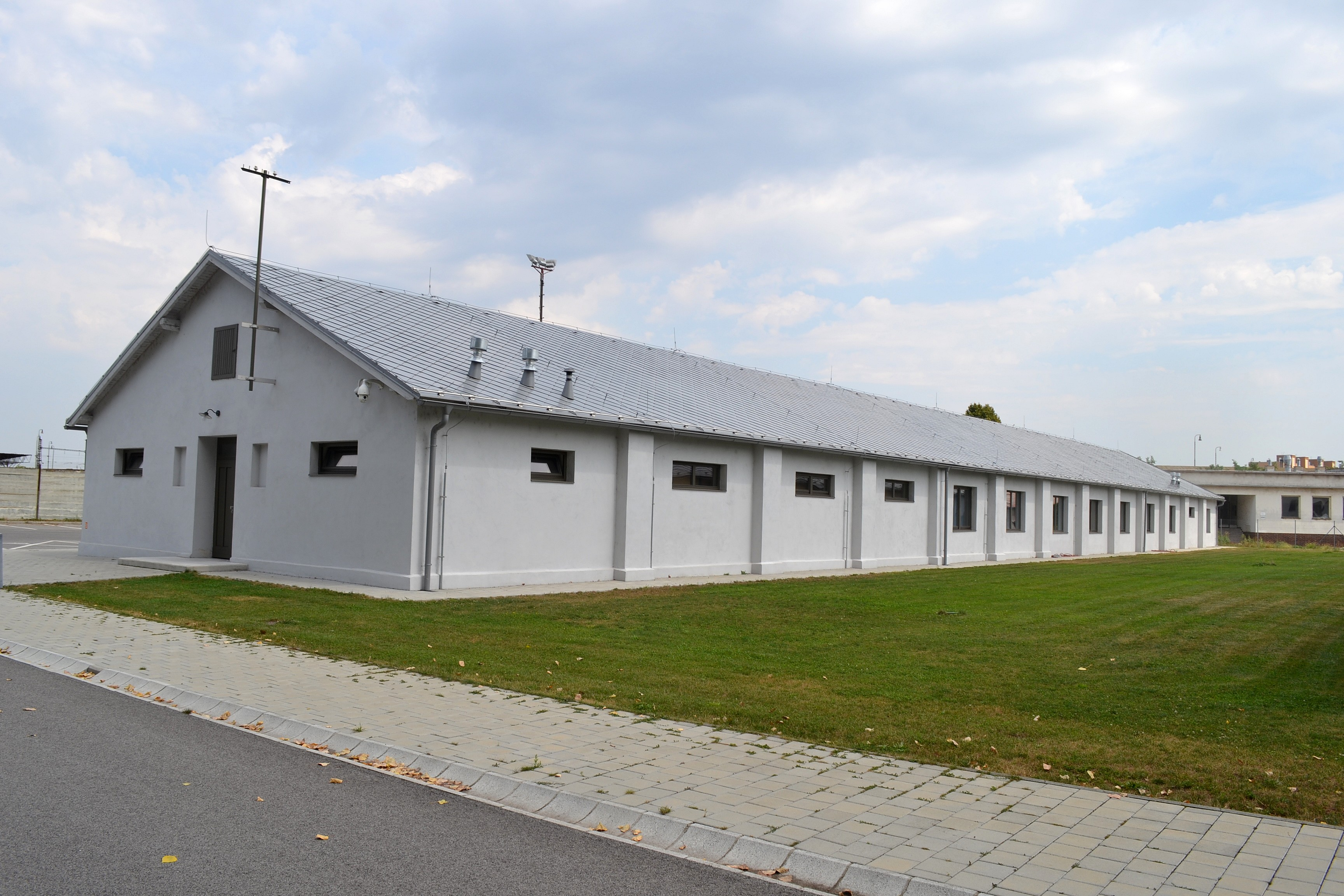
Baraquements restaurés au camp de concentration de Sereď.

Les Juifs engagés dans l'armée sont victimes de ségrégation et sont versés dans une unité de travail forcé en avril 1939 puis déchus de leurs grades à la fin de l'année. À partir de 1940, les hommes juifs et roms sont contraints de travailler à la défense nationale (en général, ils sont utilisés comme manœuvres sur des chantiers de construction) pendant deux mois par an. Toutes les recrues catégorisées comme juives ou roms sont versées dans le sixième bataillon de travail, donc affectées à des sites de construction militaire à Sabinov, Liptovský Svätý Peter (en), Láb, Svätý Jur et à Zohor l'année suivante. Malgré les pressions du ministère de l'Intérieur, le ministère de la Défense refuse de livrer les Juifs enrôlés quand commencent les déportations en 1942. Le bataillon est dissous en 1943 et tous ses membres juifs sont envoyés en camps de travail,.
L'ÚŽ ouvre début 1941 ses premiers centres de travail pour y proposer des formations aux Juifs livrés au chômage ; en février, 13 612 d'entre eux se sont inscrits aux programmes d'études, ce qui dépasse de loin les capacités de l'ÚŽ. Le 4 juillet, le gouvernement slovaque émet un décret de travail forcé contre tous les hommes juifs âgés de 18 à 60 ans,. Même si l'ÚŽ doit compléter les salaires des employés pour correspondre au minimum légal, les camps de travail améliorent largement le niveau de vie des Juifs que l'aryanisation avait privés de leurs moyens de subsistance. En septembre, 5 500 Juifs exécutent des travaux manuels au profit d'entreprises privées dans quelque 80 petits centres de travail, dont la plupart sont dissous dans les derniers mois de 1941 en prélude aux déportations. Les chantiers de construction commencent dans trois camps plus vastes — à Sereď, Nováky et Vyhne (en) — en septembre de la même année,.

### Code juif

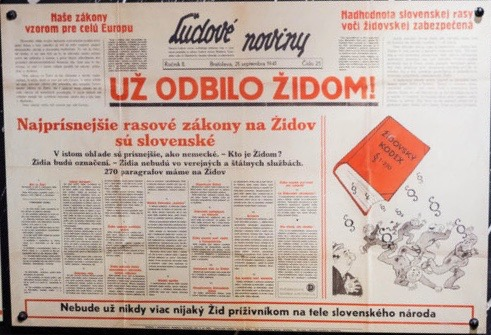
À la une de la publication de propagande émise par le ministère le 21 septembre 1941 : « Nous avons réglé le problème des Juifs ! Les lois antijuives les plus dures d'Europe sont celles de Slovaquie ! ».

Conformément aux doctrines du catholicisme sur les races (en), les lois antisémites définissent d'abord les Juifs par leur religion plutôt que par leurs aïeux ; les Juifs baptisés avant 1918 sont tenus pour chrétiens,,. À partir de septembre 1940, les Juifs sont interdits dans toutes les filières d'enseignement secondaire et supérieur ainsi que dans les écoles non juives ; ils n'ont plus le droit de posséder des véhicules à moteur, des équipements sportifs ni des radios,. Les autorités locales prennent des initiatives antisémites : ainsi, le directeur de la région de Šariš-Zemplín ordonne aux Juifs de porter un brassard jaune autour du bras gauche à partir du 5 avril 1941, ce qui provoque des attaques contre eux,. En mi-1941, après la confiscation des biens des Juifs par l'aryanisation, l'attention se tourne vers des restrictions à leurs droits civiques et le ministère de l'Intérieur ouvre le Service 14 pour appliquer les mesures antisémites.
Le 9 septembre 1941, le parlement slovaque vote le Code juif, qui contient 270 articles antisémites. Ce code, qui se base sur les lois de Nuremberg, définit les Juifs en termes de filiation, interdit les mariages « mixtes » et impose le port de l'étoile jaune à tous les Juifs âgés d'au moins six ans. En outre, cette législation exclut les Juifs de la vie publique, restreint les horaires où ils sont autorisés à se déplacer et à faire leurs courses et leur interdit l'accès aux clubs, aux associations et aux évènements publics,. De plus, les victimes doivent verser un impôt qui représente 20 % de tout leur patrimoine. La propagande de l'État présente avec fierté le Code juif comme les lois antisémites les plus dures d'Europe. Le président peut accorder des exemptions individuelles (en) pour protéger certains Juifs vis-à-vis de la règlementation. Les salariés juifs sont, dans un premier temps, exemptés de certaines clauses du Code, comme le port de l'étoile jaune.
Cette définition raciale des Juifs essuie les critiques de l'Église catholique et les convertis finissent par être exemptés de certaines dispositions,. La garde Hlinka et les Freiwillige Schutzstaffel intensifient les attaques contre les Juifs, organisent chaque jour des manifestations antisémites et harcèlent les non-Juifs dont l'antisémitisme n'est pas jugé satisfaisant. La loi permet au Bureau central de l'économie d'obliger les Juifs à déménager. Cette clause entre en vigueur le 4 octobre 1941 : entre 10 000 et 15 000 personnes de Bratislava (qui ne sont ni salariées ni engagées dans un mariage « mixte ») sont obligées de déménager vers 14 autres villes,. Ce déplacement est payé et mené par le service des affaires spéciales de l'ÚŽ. Même si les Juifs ont pour ordre de quitter les lieux avant le 31 décembre, en mars 1942 moins de 7 000 d'entre eux ont déménagé,.

## Déportations (1942)

### Préparatifs

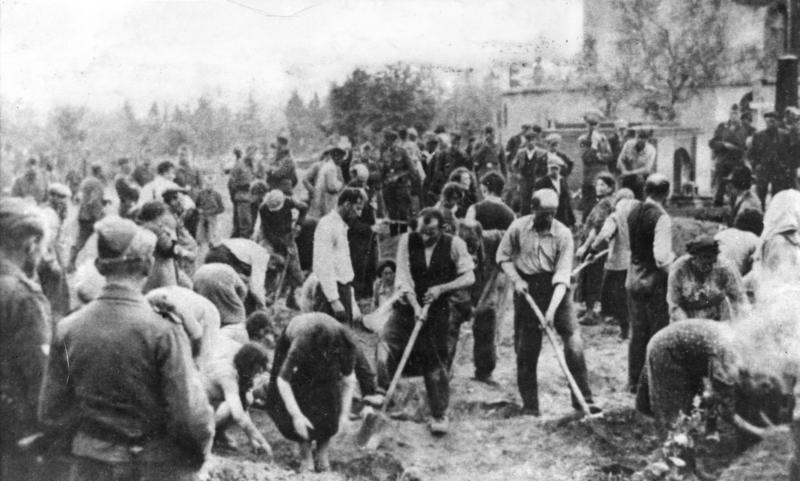
Juifs contraints de creuser leurs propres tombes à Zboriv, en Ukraine, le 4 juillet 1941.

Les hautes sphères du gouvernement slovaque sont informées, à la fin de 1941, que les Juifs sont victimes de massacres de masse dans les territoires sous occupation nazie,. En juillet 1941, Wisliceny organise la visite des hauts fonctionnaires du gouvernement dans plusieurs camps gérés par l'Organization Schmelt (en), qui emprisonne les Juifs en Haute-Silésie pour les livrer au travail forcé au profit du réseau des Reichsautobahn (en). Les visiteurs ont compris que les Juifs internés vivent dans des conditions qui, à terme, provoquent leur mort,. Les soldats slovaques ont participé aux opérations en Pologne et en Union soviétique (en) ; ils en rapportent les fusillades de masse contre les Juifs et se joignent à l'un des massacres, voire davantage. Certains Slovaques connaissent le massacre de Kamenets-Podolski en 1941, au cours duquel 23 600 Juifs, dont beaucoup sont déportés depuis la Hongrie, sont assassinés en Ukraine occidentale,. Ferdinand Čatloš, ministre de la Défense, et le général Jozef Turanec (en) signalent les massacres de Jytomyr à Jozef Tiso en février 1942,. L'évêque Karol Kmeťko (en) ainsi que Giuseppe Burzio, diplomate pour le compte du pape, remettent au président des rapports de confiance sur les assassinats massifs contre les civils juifs en Ukraine,. La presse slovaque produit de nombreux articles dans une tentative de contredire les rumeurs relatant les souffrances infligées aux Juifs déportés.
À la mi-1941, les Allemands exigent (en vertu d'accords antérieurs) l'envoi de 20 000 travailleurs slovaques vers leur pays. La Slovaquie refuse d'envoyer des ressortissants non-Juifs et propose de convoyer à leur place un nombre égal de Juifs, même si le gouvernement slovaque ne tient pas à s'encombrer de leurs familles,. Une lettre envoyée le 15 octobre 1941 montre qu'une planification était en cours pour l'assassinat massif des Juifs dans le district de Lublin du Gouvernement général, afin de libérer de l'espace pour les Juifs déportés depuis la Slovaquie et l'Allemagne. Fin octobre, Tiso, Tuka, Mach (en) et Čatloš se rendent au Wolfsschanze (près de Rastenburg, en Prusse-Orientale) et rencontrent Adolf Hitler. Il n'existe aucune archive sur cette réunion, dont la déportation des Juifs de Slovaquie figure probablement à l'ordre du jour, et l'historiographie a ouvert le débat pour déterminer de qui est venue l'idée,. Même si les Allemands l'avaient proposée, la décision des Slovaques n'est pas l'effet de pressions allemandes,,. En novembre 1941, le gouvernement slovaque autorise le gouvernement allemand à déporter 659 Juifs slovaques vivant dans le Reich et le protectorat de Bohême-Moravie vers la Pologne occupée,, à condition que les biens qui leur sont confisqués soient reversés à la Slovaquie. Il s'agit là de la première étape conduisant à la déportation des Juifs de Slovaquie,, sujet que Tuka aborde avec Wisliceny début 1942. D'après un message par câble de l'ambassadeur d'Allemagne en Slovaquie, Hanns Ludin, les Slovaques accueillent cette perspective « avec enthousiasme ».
Le 3 mars, Tuka présente trois scénarios de déportation devant le gouvernement ; ces propositions sont débattues au parlement trois jours plus tard. Le 15 mai, le parlement approuve le décret 68/1942, qui reconnaît rétrospectivement la légalité de la déportation des Juifs, permet de les déchoir de leur nationalité et prévoit certaines exceptions,,. L'opposition se concentre sur les obstacles économiques, moraux et légaux mais, comme le déclare Mach par la suite, « tous les [législateurs] qui ont abordé cette question ont conclu que nous devions nous débarrasser des Juifs ». Le représentant officiel de l'Église catholique et évêque de Spiš, Ján Vojtaššák (en), se borne à réclamer des installations séparées en Pologne pour les Juifs qui ont embrassé le christianisme. Les Slovaques acceptent de payer 500 Reichsmarks pour chaque Juif déporté (selon la communication officielle, il s'agit de régler les frais d'hébergement, de nourriture, de requalification), et un forfait supplémentaire à la Deutsche Reichsbahn pour le transport. À l'époque, un forfait de 500 Reichsmark équivaut 125 dollars, soit 2 000 dollars aujourd'hui. En retour, le Troisième Reich promet que les Juifs ne reviendront jamais et que la Slovaquie peut conserver tous les biens confisqués,. Hormis l'État indépendant de Croatie (qui verse 30 Reichsmark par personne), la Slovaquie est le seul pays qui paie pour déporter sa population juive,. D'après l'historien Donald Bloxham, « le fait que le régime de Tiso confie à l'Allemagne la sale besogne ne doit pas occulter son désir de "nettoyer" l'économie et, finalement, la société au nom de la "christianisation" ».

### Première phase

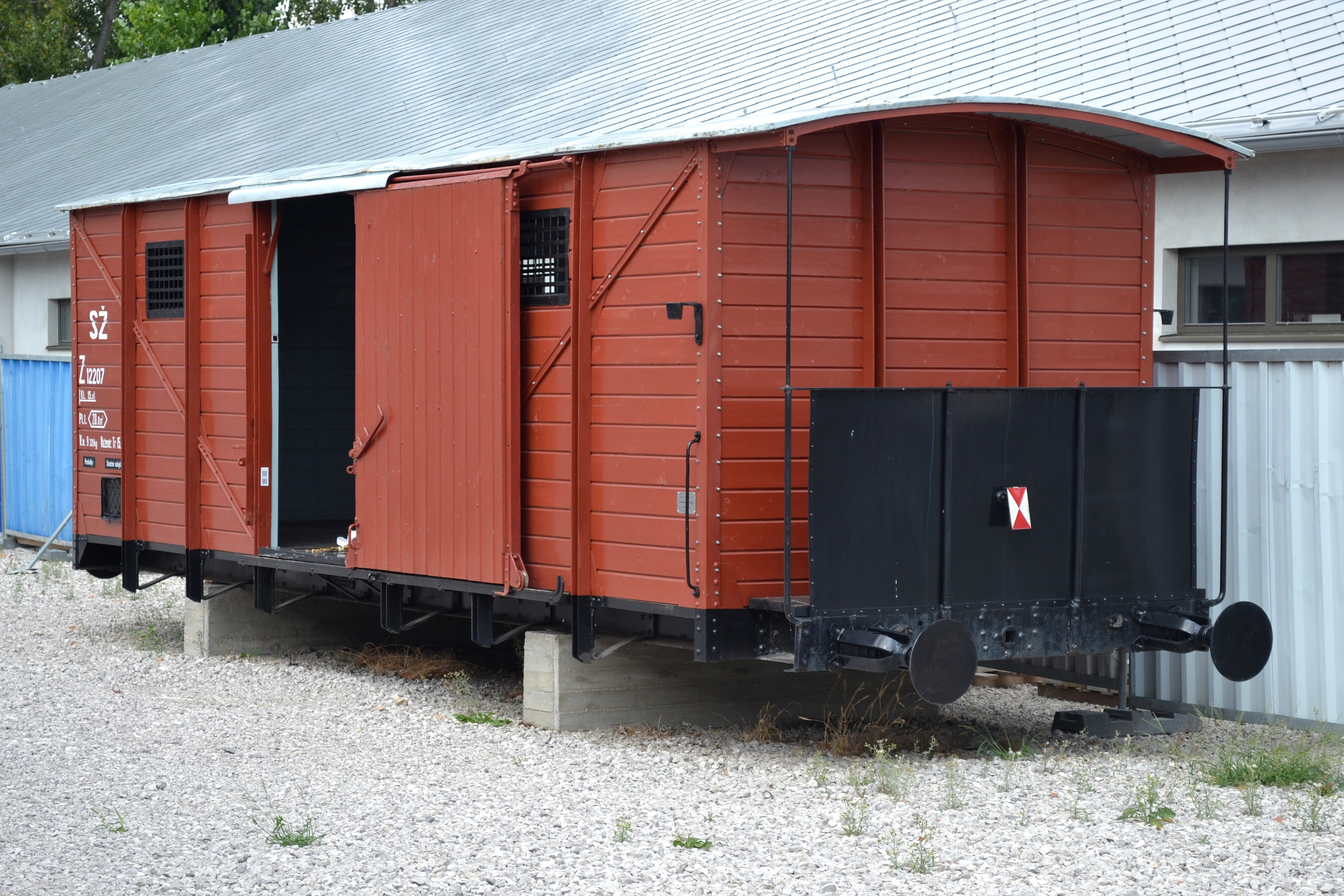
Wagons restaurés, ayant été utilisés pour déporter les Juifs slovaques. SŽ signifie (chemins de fer slovaques).

Le programme de déportation originel, approuvé en février 1942, prévoit la déportation de 7 000 femmes vers Auschwitz et de 13 000 hommes vers Majdanek à des fins de travaux forcés,. Le Service 14 organise les déportations, pendant que le ministère slovaque des transports met à disposition des wagons à bestiaux,,. La liste des personnes à déporter est dressée par le Service 14 d'après des données statistiques fournies par le service des affaires spéciales de la Centrale juive. À la gare frontalière de Zwardoń, le garde Hlinka remet les convois à la Schutzpolizei allemande,. Les hauts fonctionnaires slovaques promettent que les déportés seront autorisés à rentrer chez eux après une certaine échéance et de nombreux Juifs croient d'abord qu'il vaut mieux se présenter à la déportation au lieu d'encourir des représailles contre leurs familles. Le 25 mars 1942, les premiers convois (en) quittent le camp de transit de Poprad vers Auschwitz, emmenant 1 000 femmes juives célibataires âgées de 16 à 45 ans. Pendant la première vague de déportation (qui prend fin le 2 avril), 2 000 Juifs jeunes et célibataires sont déportés vers Auschwitz et Majdanek.
Les membres de la garde Hlinka, des Freiwillige Schutzstaffel et de la gendarmerie sont responsables des rafles contre les Juifs, de la surveillance des centres de transit et de la montée forcée des victimes dans les wagons,. Un officier allemand est stationné dans chaque centre de concentration. Même si les exemptions officielles sont censées protéger certains Juifs de la déportation, les autorités locales saisissent parfois des exemptés. Les victimes ne sont prévenues que quatre heures à l'avance, afin d'empêcher leur fuite. Il est courant de voir des scènes de passage à tabac, de tonte forcée, de fouilles invasives pour trouver des biens de valeur cachés. Même si certains gardes et fonctionnaires locaux acceptent des pots-de-vin pour protéger quelques personnes contre la montée dans les trains, la victime est en général déportée dans le convoi suivant. D'autres gardes profitent de leur situation pour violer les femmes juives. Les Juifs ne sont autorisés à emporter que 50 kilos d'effets personnels mais même ces affaires sont souvent volées.

### Déportation des familles
Reinhard Heydrich, qui est à la tête de l'Office central de la sûreté du Reich, se rend à Bratislava le 10 avril ; lui et Tuka parviennent à la conclusion que les futures déportations concerneront des familles entières et, à terme, élimineront la totalité des Juifs en Slovaquie,. Les convois de familles commencent le 11 avril et emmènent les victimes dans le district de Lublin,,. Pendant la première moitié de juin 1942, dix convois s'arrêtent brièvement à Majdanek, où les hommes valides sont choisis pour le travail forcé, puis les trains poursuivent jusqu'au centre d'extermination de Sobibór où les voyageurs restants sont assassinés. La majorité des trains emmènent les victimes (30 000 au total) dans des ghettos dont les habitants viennent d'être déportés vers les camps de Bełżec ou de Sobibór. Certains groupes ne restent que peu de temps avant d'être de nouveau déportés vers les camps d'extermination, tandis que d'autres groupes demeurent dans les ghettos pendant des mois voire des années. Certains des déportés finissent aux camps de travail forcé dans le district de Lublin (comme à Poniatowa, Dęblin–Irena (en) et Krychów),. Fait inhabituel, les déportés envoyés dans le district de Lublin peuvent rapidement entrer en contact avec les Juifs restés en Slovaquie, ce qui a suscité la mobilisation d'importantes initiatives de secours. Le sort des Juifs déportés depuis la Slovaquie est finalement « scellé dans le cadre de l'opération Reinhard », en même temps que celui des Juifs polonais, selon Yehoshua Büchler.

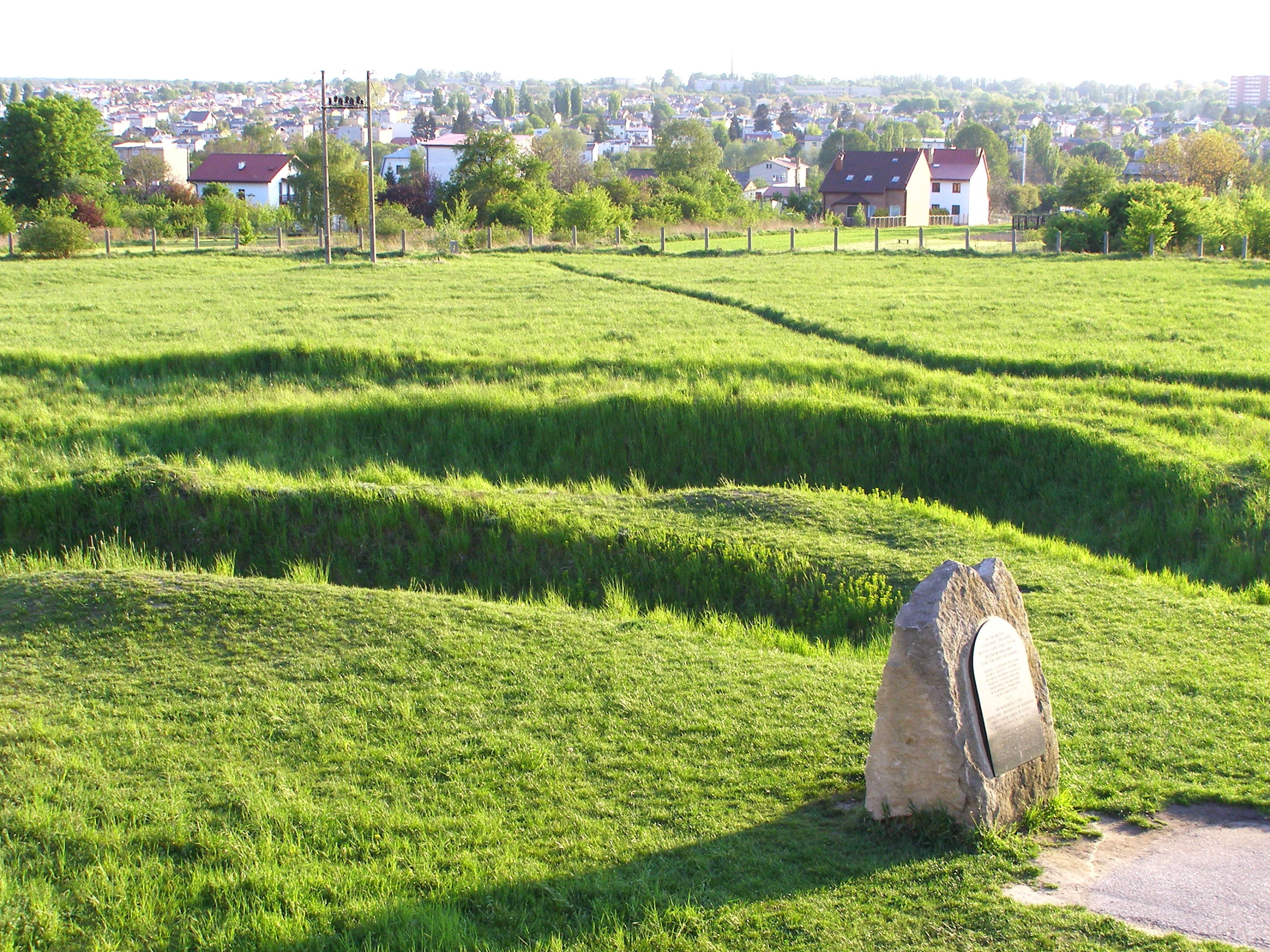
Fosses au camp de Majdanek : les Juifs y ont été fusillés pendant l'Aktion Erntefest le 3 novembre 1943.

Les convois partent vers Auschwitz après la mi-juin ; une minorité des victimes sont sélectionnées pour les travaux forcés et les autres sont assassinées en chambre à gaz,. Ce schéma est appliqué pour neuf convois, dont le dernier arrive le 21 octobre 1942,. Du 1er août au 18 septembre, aucun convoi ne part,, ; la majorité des Juifs qui ne sont pas protégés ont déjà été déportés, ou bien ils ont fui en Hongrie. À la mi-août, Tiso prononce un discours (en) à Holíč : il y décrit les Juifs comme « l'ennemi éternel » et justifie les déportations en s'appuyant sur l'éthique chrétienne (en),. Au moment de ce discours, le gouvernement slovaque est en possession d'informations précises sur l'assassinat de masse qui frappe les déportés de Slovaquie et une requête officielle pour inspecter les camps où sont détenus les Juifs slovaques est rejetée par Eichmann. Trois autres convois partent en septembre et en octobre 1942 avant une pause qui dure jusqu'en 1944,,. À la fin de l'année 1942, il ne reste plus que 500 à 600 juifs Slovaques encore en vie à Auschwitz. Des milliers de Juifs qui avaient survécu dans le district de Lublin sont exécutés par balles les 3 et 4 novembre 1943 pendant l'Aktion Erntefest,.
Du 25 mars au 20 octobre 1942, près de 58 000 Juifs (les deux tiers de la population) sont déportés,,. Leur nombre exact est inconnu en raison de l'incohérence des sources. Les déportations frappent en premier lieu des plus démunis en Slovaquie orientale. Bien que la région de Šariš-Zemplín, en Slovaquie orientale, perde 85 % à 90 % de sa population juive, la ville de Žilina annonce que près de la moitié de ses Juifs sont encore présents après les déportations,,. Les déportés sont détenus brièvement dans cinq camps de Slovaquie, dont 26 384 à Žilina, 7 500 à Patrónka, 7 000 à Poprad, 4 463 à Sereď et 4 000 à 5 000à Nováky. Dix-neuf trains sont allés à Auschwitz et 38 autres dans des ghettos et des camps de concentration et d'extermination dans le district de Lublin. Seuls quelques centaines ont survécu à la guerre, principalement à Auschwitz ; pratiquement aucun n'a survécu dans le district de Lublin.

### Oppositions, exemptions et évasions
Le Saint-Siège s'oppose aux déportations de crainte que ces opérations, menées par un gouvernement catholique, ne discréditent l'Église,. Domenico Tardini, sous-secrétaire d'État au Vatican, écrit dans une note personnelle : « Tout le monde comprend que le Saint-Siège ne peut arrêter Hitler. Mais qui va comprendre qu'il ne sait comment retenir un prêtre ? »,. D'après le rapport du Service de sécurité (SD), Giuseppe Burzio menace Tiso de le frapper d'interdit,. Les évêques slovaques se montrent équivoques, nourrissant les mythes antisémites comme celui du « peuple déicide », tout en invitant les catholiques à traiter les Juifs avec humanité. L'Église catholique choisit en fin de compte de ne réprimer aucun des catholiques slovaques complices des manœuvres du régime. Des membres influents de l'ÚŽ ainsi que plusieurs rabbins slovaques célèbres adressent leurs plaintes à Tiso, mais il n'y répond pas. Ludin annonce que les déportations ont été « très impopulaires »,, pourtant rares sont les Slovaques qui ont agi pour les contrecarrer,. En mars 1942, le Groupe de travail (une organisation clandestine qui agit sous la couverture de l'ÚŽ) se forme pour s'opposer aux déportations. Ses chefs, l'organisatrice sioniste Gisi Fleischmann et le rabbin orthodoxe Michael Dov Weissmandl, corrompent Anton Vašek (en), chef du Service 14, ainsi que Wisliceny. La question du rapport entre les efforts du Groupe et l'arrêt des déportations reste ouverte,,.
De nombreux Juifs apprennent le sort qui les attend au cours des premiers mois de 1942, grâce à des sources comme les lettres de déportés ou d'évadés,. Environ 5 000 à 6 000 s'enfuient vers la Hongrie pour échapper aux déportations,, ; nombre d'entre eux doivent verser des pots-de-vin ou reçoivent de l'aide par des passeurs clandestins payés et par le mouvement de jeunesse sioniste Hashomer Hatzaïr. Environ un tiers des personnes ayant fui en Hongrie ont survécu à la guerre. De nombreux propriétaires d'entreprises aryanisées réclament l'exemption du travail forcé pour les anciens propriétaires juifs. Dans certains cas, il s'agit d'une aryanisation fictive ; d'autres, motivés par l'appât du gain, ont gardé auprès d'eux les anciens propriétaires pour bénéficier de leurs compétences,. Environ 2 000 Juifs possèdent de faux papiers qui les déclarent aryens. Certains membres du clergé catholique baptisent des Juifs, même ceux qui ne se convertissent pas par conviction. Bien que la conversion après 1939 ne puisse soustraire les Juifs aux déportations, elle facilite l'octroi des exemptions et certains membres du clergé falsifient les registres pour antidater les baptêmes,.
Après les déportations, il reste encore entre 22 000 et 25 000 Juifs en Slovaquie,. Environ 16 000 bénéficient d'une exemption, 4 217 se sont convertis au christianisme avant 1939, au moins 985 sont engagés dans un mariage mixte, et 9 687 possèdent une exemption économique (notamment les médecins, pharmaciens, ingénieurs et experts en agriculture, à cause des manques d'effectifs dans ces professions). Un millier de Juifs bénéficient d'une protection par décret présidentiel, dont la majorité sont titulaires d'autres exemptions,. Outre les Juifs exemptés, 2 500 sont emprisonnés dans des camps de travail et environ 1 000 servent dans le sixième bataillon de travail forcé. Quand les déportations s'interrompent, le gouvernement connaît la localisation de seulement 2 500 Juifs dépourvus d'exemption.

## Répit (1943)
Pendant l'année 1943, l'application des lois antisémites se relâche et de nombreux Juifs cessent de porter l'étoile jaune. Toutefois, les Juifs restants (même ceux qui bénéficient d'exemptions) vivent dans la terreur permanente des déportations,. L'Ústredňa Židov (ÚŽ) s'emploie à adoucir les conditions de vie des travailleurs dans les camps slovaques, et à améliorer leur productivité afin d'inciter la population à garder ces employés dans le pays,. En 1943, les camps de travail rapportent 39 millions de couronnes à l'État slovaque,,. L'arrêt des déportations depuis la Slovaquie permet au Groupe de travail de lancer le « Plan Europa », tentative infructueuse de corrompre le dirigeant SS Heinrich Himmler pour qu'il épargne les Juifs qui vivent encore sous occupation nazie,. Le Groupe se charge aussi d'envoyer un soutien clandestin aux Juifs en Pologne, et aide des Juifs polonais à s'échapper vers la Hongrie via la Slovaquie,. Fin avril 1944, deux évadés d'Auschwitz, Rudolf Vrba et Alfred Wetzler, arrivent en Slovaquie. Le Groupe communique leur rapport en Hongrie et en Suisse ; il parvient aux Alliés en juillet.
Après la bataille de Stalingrad et d'autres revers militaires dans la guerre à l'Est, de plus en plus impopulaire, les politiciens slovaques comprennent qu'une défaite allemande est probable,. Certains membres du HSĽS (surtout ceux de l'aile radicale) attribuent la récession économique aux Juifs et s'activent pour faire déporter les populations restantes. Le 7 février 1943, Mach annonce lors d'un rassemblement à Ružomberok que les déportations vont bientôt reprendre. Début 1943, la garde Hlinka et le Service 14 programment la reprise des déportations en recensant les Juifs, en révoquant les exemptions économiques et en traquant les Juifs cachés. Un plan prévoyant quatre trains entre les 18 et 22 avril n'est finalement pas appliqué. En réaction aux menaces de reprise des déportations, les évêques slovaques publient, le 8 mars, une lettre pastorale en latin : ils y condamnent l'antisémitisme et le totalitarisme et défendent les droits de tous les Juifs,. L'Allemagne exerce une pression de plus en plus forte sur l'État slovaque pour qu'il envoie les Juifs restants en 1943 et 1944, mais les politiciens slovaques opposent un refus.

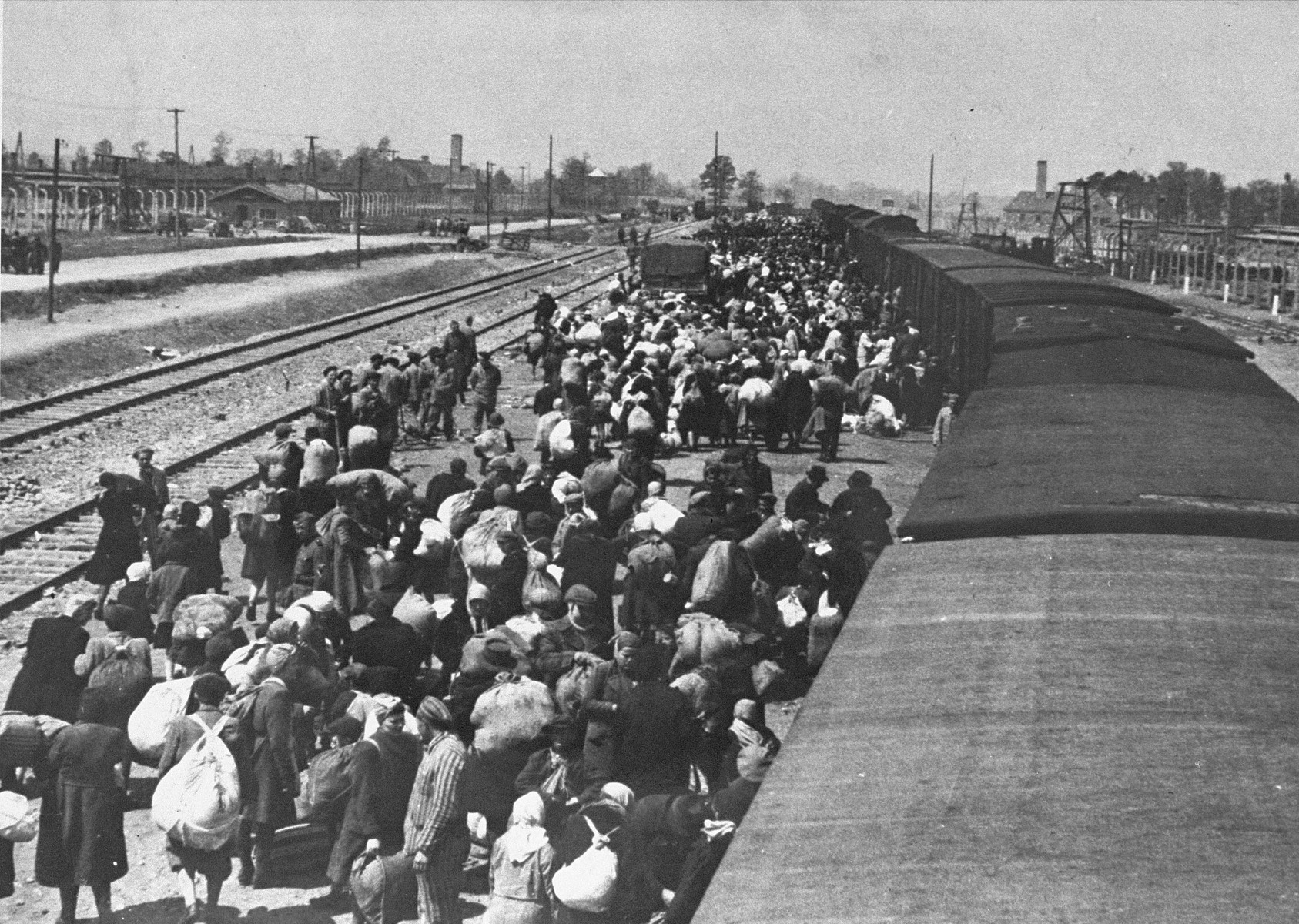
Des Juifs de Ruthénie subcarpathique arrivent à Auschwitz en mai 1944.

Fin 1943, les officiers militaires et des intellectuels influents forment le Conseil National Slovaque (en) pour planifier une insurrection ; ce Conseil réunit autant les communistes que les opposants démocrates au régime. D'autres partisans antifascistes se retirent dans les montagnes des Carpates (en) et s'organisent en réseaux (en),. Les préparatifs de la rébellion inspirent des sentiments mêlés chez les Juifs slovaques restants, car ils craignent que le projet ne conduise à une répression contre leur communauté. Des groupes clandestins s'organisent dans les camps de travail de Sereď, et de Nováky,. En janvier 1944, les autorités slovaques recommencent à recenser les Juifs, ce qui en incite certains à fuir vers la Hongrie. Le 19 mars 1944, le Troisième Reich envahit la Hongrie, y compris la Ruthénie subcarpathique et les zones que la Tchécoslovaquie avait cédées en 1938,. Les Juifs slovaques qui avaient fui vers la Hongrie cherchent à revenir mais nombre d'entre eux sont arrêtés à la frontière et directement convoyés vers Auschwitz. Ján Spišiak (en), ambassadeur slovaque à Budapest, remet à 3 000 Juifs des documents qui leur permettent de franchir légalement la frontière : le nombre total de Juifs en Slovaquie atteint 25 000 personnes. Entre le 14 mai et le 7 juillet, 437 000 Juifs sont déportés de Hongrie, la plupart vers Auschwitz, dont de nombreux slovaques résidant dans le pays. Pour se prémunir contre l'impression menaçante qu'inspirent les Juifs dans la région de Šariš-Zemplín, où la ligne de front recule vers l'Ouest, le gouvernement slovaque leur ordonne, le 15 mai 1944, de se rendre dans la partie occidentale du pays.

## Reprise des déportations (1944-1945)

### Invasion des Allemands

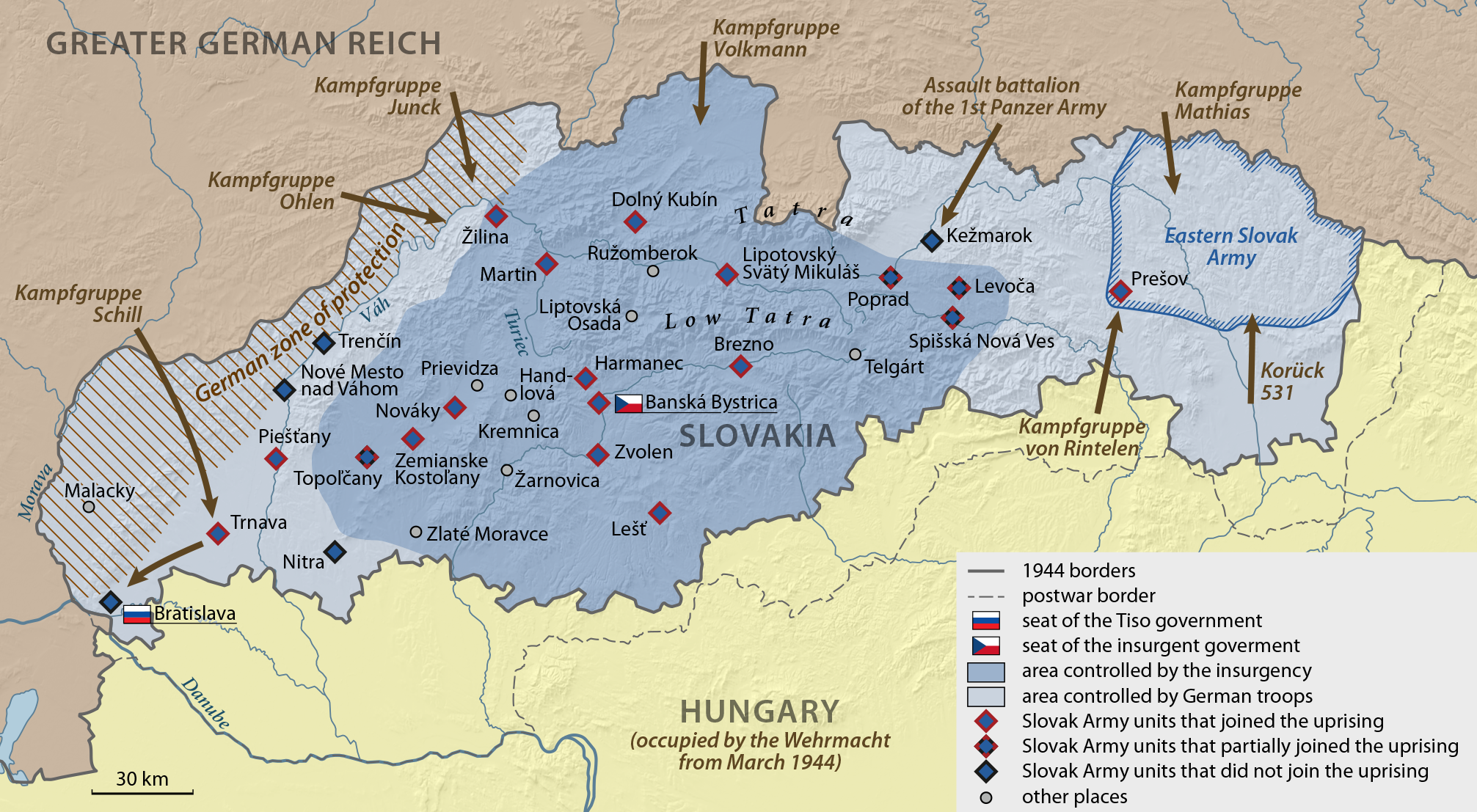
Situation dans les premiers jours du soulèvement national slovaque.

Inquiète face à la montée de la résistance, l'Allemagne envahit la Slovaquie ; cette manœuvre précipite le soulèvement national slovaque, qui éclate le 29 août 1944,,. Les armées insurgées s'emparent de la Slovaquie centrale mais elles sont vaincues le 27 octobre à Banská Bystrica. Les partisans se retirent dans les montagnes pour y poursuivre leur guérilla jusqu'en 1945,. Un nouveau gouvernement est intronisé dont Štefan Tiso, cousin de Jozef Tiso, devient le Premier ministre tandis que Jozef Tiso reste président,. Le chargé d'affaires papales Giuseppe Burzio rencontre Tiso les 22 et 29 septembre et, d'après les sources, le traite de menteur quand le président nie avoir eu connaissance des déportations,. Pie XII charge Burzio d'annoncer à Tiso que le Vatican condamne la persécution contre des personnes à cause de leur race ou de leur nationalité,. Les États-Unis et la Suisse émettent des dénonciations officielles contre la déportation des Juifs. La propagande slovaque impute le soulèvement aux Juifs et aux Tchèques,. Toutefois, le gouvernement préfère conserver les Juifs dans des camps de concentration en Slovaquie au lieu de les déporter. Tiso demande aux Allemands d'épargner au moins les Juifs baptisés et ceux qui sont engagés dans un mariage mixte, mais ses requêtes sont ignorées.
Le soulèvement fournit aux Allemands un prétexte pour mettre en œuvre la « Solution finale » en Slovaquie. Les opérations antisémites sont, officiellement, sous le contrôle nominal du ministère slovaque de la Défense mais, en pratique, elles sont dictées par les nazis,. Contrairement aux déportations de 1942, les rafles de Juifs sont organisées et menées par l'armée allemande. L'officier SS Alois Brunner, qui a participé aux programmes de déportation des Juifs depuis la France et la Grèce,, arrive en Slovaquie pour planifier le départ des Juifs encore dans le pays. Les unités SS de l'Einsatzgruppe H, dont les Einsatzkommandos 13, 14 et 29, sont formées dès la survenue du soulèvement afin de le réprimer ; ces unités commencent à rafler les populations juives et roms,. Les collaborateurs locaux, comme les SS-Heimatschutz (HS) (en), les Freiwillige Schutzstaffel et les divisions d'urgence de la garde Hlinka (en), apportent un appui essentiel aux opérations de l'Einsatzgruppe H,,. Les collaborationnistes dénoncent les personnes qui se cachent, se font passer pour des partisans et apportent leur aide dans les interrogatoires.
Après l'éclatement de la révolte, des milliers de Juifs prennent la fuite vers les montagnes et les secteurs sous contrôle des partisans autour de Banská Bystrica, ; nombre d'entre eux ont quitté les camps de travail après la fuite des gardes. Entre 1 600 et 2 000 Juifs deviennent partisans, soit 10 % de l'effectif total des insurgés,, même si beaucoup dissimulent leur identité en raison de l'antisémitisme qui court au sein du mouvement des partisans. Le Conseil National Slovaque abroge les législations antisémites dans les zones libérées mais l'attitude de la population locale est variable : certains risquent leur vie pour cacher des Juifs tandis que d'autres les livrent à la police. Contrairement à la situation de 1942, la peine de mort est en vigueur contre ceux qui participent aux sauvetages ; si la majorité des sauveteurs réclame une contrepartie, il existe aussi des cas de secours désintéressés,. De nombreux Juifs passent six à huit mois dans des abris de fortune ou des bunkers en montagne,, tandis que d'autres se cachent chez des non-Juifs. Quelle que soit leur localisation, les Juifs ont besoin d'argent pour couvrir leurs frais pendant six ou huit mois et dédommager les non-Juifs qui leur prêtent assistance. Certains Juifs doivent sortir de leur abri et rentrer chez eux plus tard pendant l'hiver à cause de la faim et du froid, au risque d'être capturés,. Vivre à découvert et continuer de travailler avec de faux papiers n'est possible qu'à Bratislava.

### Rafles
Les Juifs capturés sont brièvement détenus dans des prisons locales ou dans les bureaux de l'Einsatzgruppe H à Bratislava, puis convoyés à Sereď pour y être déportés. Les autorités locales produisent des listes de Juifs et de nombreux habitants locaux les dénoncent également,,. Au début du mois de septembre, des rafles de grande envergure ont lieu à Topoľčany (3 septembre), Trenčín et Nitra (7 septembre), qui conduisent à l'arrestation et l'internement de 616 personnes à Ilava et à Sereď,. À Žilina, l'Einsatzkommando 13 et les collaborateurs arrêtent des centaines des Juifs pendant la nuit du 13 au 14 septembre. Les victimes sont d'abord envoyées à Sereď ou Ilava avant d'être transportées vers Auschwitz, où la plupart sont assassinées,. L'Einsatzgruppe H annonce que certains Juifs ont pu s'échapper en raison du sous-effectif, mais que les Allemands comme les Slovaques se prêtent en général aux rafles et aident à traquer les fuyards. Après l'écrasement de la révolte, les armées allemandes se déploient aussi dans les montagnes pour y pourchasser les Juifs,. Même si la majorité des victimes sont arrêtées pendant les deux premiers mois de l'occupation, la chasse aux Juifs continue jusqu'au 30 mars 1945 : à cette date, un prisonnier Juif est emmené à Sereď seulement trois jours avant la libération du camp,.
Certaines victimes sont arrêtées à Bratislava le 20 septembre. La plus grande rafle est menée dans la capitale pendant la nuit du 28 au 29 septembre par l'Einsatzkommando 29, assisté de 600 collaborateurs HS et POHG ainsi qu'une unité de la Luftwaffe chargée de surveiller les rues : environ 1 600 Juifs sont arrêtés et emmenés à Sereď,,. Quelque 300 autres, ressortissants étrangers, sont temporairement placés dans un château à Marianka. Brunner rafle le château le 11 octobre et tous les prisonniers, sauf trois, sont emmenés à Sereď avant d'être déportés à Auschwitz le 17 octobre,. Vers la même période, un bureau est ouvert dans l'ancienne Centrale juive pour traquer les Juifs cachés ; ce bureau torture les Juifs capturés pour qu'ils révèlent les noms et localisations des autres. Les Juifs restés à Bratislava — entre 1 000 et 2 000 — reçoivent l'ordre de se constituer prisonniers avant le 20 novembre, sous peine d'emprisonnement, mais la consigne est peu suivie. La moitié des Juifs arrêtés après le 19 novembre vient de Bratislava ; la plupart se cachaient sous une fausse identité. Henri Dunand, de la Croix-Rouge, apporte son concours financier à un groupe clandestin dirigé par Arnold Lazar pour procurer de l'argent, de la nourriture et des vêtements aux Juifs cachés à Bratislava.

### Déportation

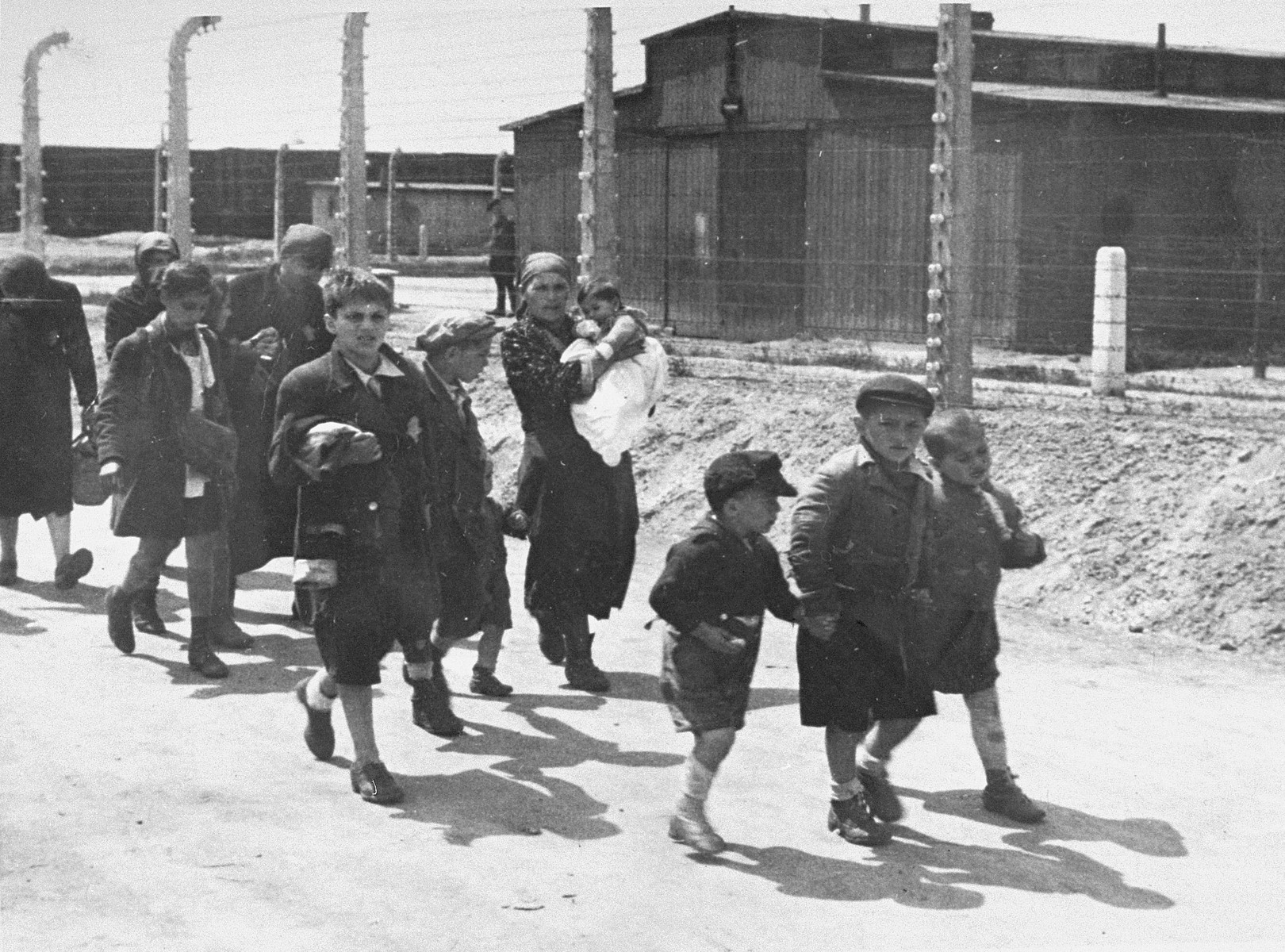
Femmes et enfants juifs de Ruthénie subcarpathique en chemin vers les chambres à gaz.

Le camp de concentration de Sereď est le principal lieu d'internement des Juifs avant leur déportation. En l’absence de train disponible avant fin septembre, les Juifs y subissent des traitements cruels (dont le viol et l'assassinat) ainsi qu'une surpopulation, car les rafles y emmènent 3 000 personnes, soit le double de la capacité d'hébergement,,. Fin septembre, Brunner retire l'administration du camp au gouvernement slovaque et la supervise lui-même. Environ 11 700 personnes sont déportées par onze convois, : les cinq premiers (du 30 septembre au 17 octobre) parviennent à Auschwitz, où la plupart des victimes sont assassinées par le gaz. Le dernier convoi arrive à Auschwitz le 2 novembre, alors que les chambres à gaz sont devenues hors d'usage. D'autres convois sont allés à Sachsenhausen, Bergen-Belsen, Ravensbrück et Theresienstadt,.
Deux petits convois quittent Čadca pour Auschwitz les 1er et 5 septembre ; Fatran estime que les victimes représentent 400 personnes. En septembre et octobre, au moins 131 personnes sont déportées de Slovaquie via Zakopane : deux des convois sont dirigés vers Kraków-Płaszów, le troisième vers Auschwitz. Un train partant de Prešov le 26 novembre est aiguillé vers Ravensbrück. D'après les enquêtes criminelles tchécoslovaques, encore 800 autres Juifs sont déportés dans deux trains depuis la Slovaquie orientale le 16 octobre et le 16 décembre. Concernant les convois qui partent d'autres localités que Sereď, les détails sont fragmentaires et le nombre total des déportés est inconnu. L'historien slovaque Ivan Kamenec pense que 13 500 Juifs sont déportés en 1944 et 1944, dont 10 000 sont morts,,, mais l'historienne israélienne Gila Fatran et l'historien tchèque Lenka Šindelářová avancent que le nombre de 14 150 déportés est vérifiable et que le total est probablement plus élevé,. Le régime slovaque transfère également plusieurs centaines de prisonniers politiques aux mains des Allemands. Déportés au camp de concentration de Mauthausen, ils sont nombreux à y mourir.

### Massacres
Après l'invasion allemande, environ 4 000 personnes sont assassinées en Slovaquie, principalement par l'Einsatzgruppe H avec le soutien de collaborationnistes locaux. Au moins la moitié des victimes sont des Juifs,, et les autres sont des résistants, des partisans du soulèvement et des Roms. L'une des premières exécutions a lieu dans le district de Topoľčany, où l'Einsatzkommando 14 commence ses rafles massives de Juifs. Nombre des victimes arrêtées sont emmenées à Sereď en vue de leur déportation, mais 53 personnes sont fusillées à Nemčice le 11 septembre. La plus grande exécution a lieu à Kremnička, un petit village à 6 km de Banská Bystrica. Après la capture du bastion des insurgés, les personnes arrêtées dans ce secteur — des Juifs, des partisans, des Roms et d'autre — sont emprisonnées dans le village. 743 d'entre elles sont emmenées à Kremnička puis exécutées, par l'Einsatzgruppe H et la POHG, dans une série de massacres entre novembre et mars. Les victimes comptent 280 femmes et 99 enfants, dont la moitié sont juifs. Des centaines de personnes sont fusillées dans le village voisin, à Nemecká, où les corps des victimes sont ensuite incinérés,. Le cimetière juif de Zvolen tient lieu de site d'exécution et 218 corps en sont exhumés après la guerre.

## Après-guerre

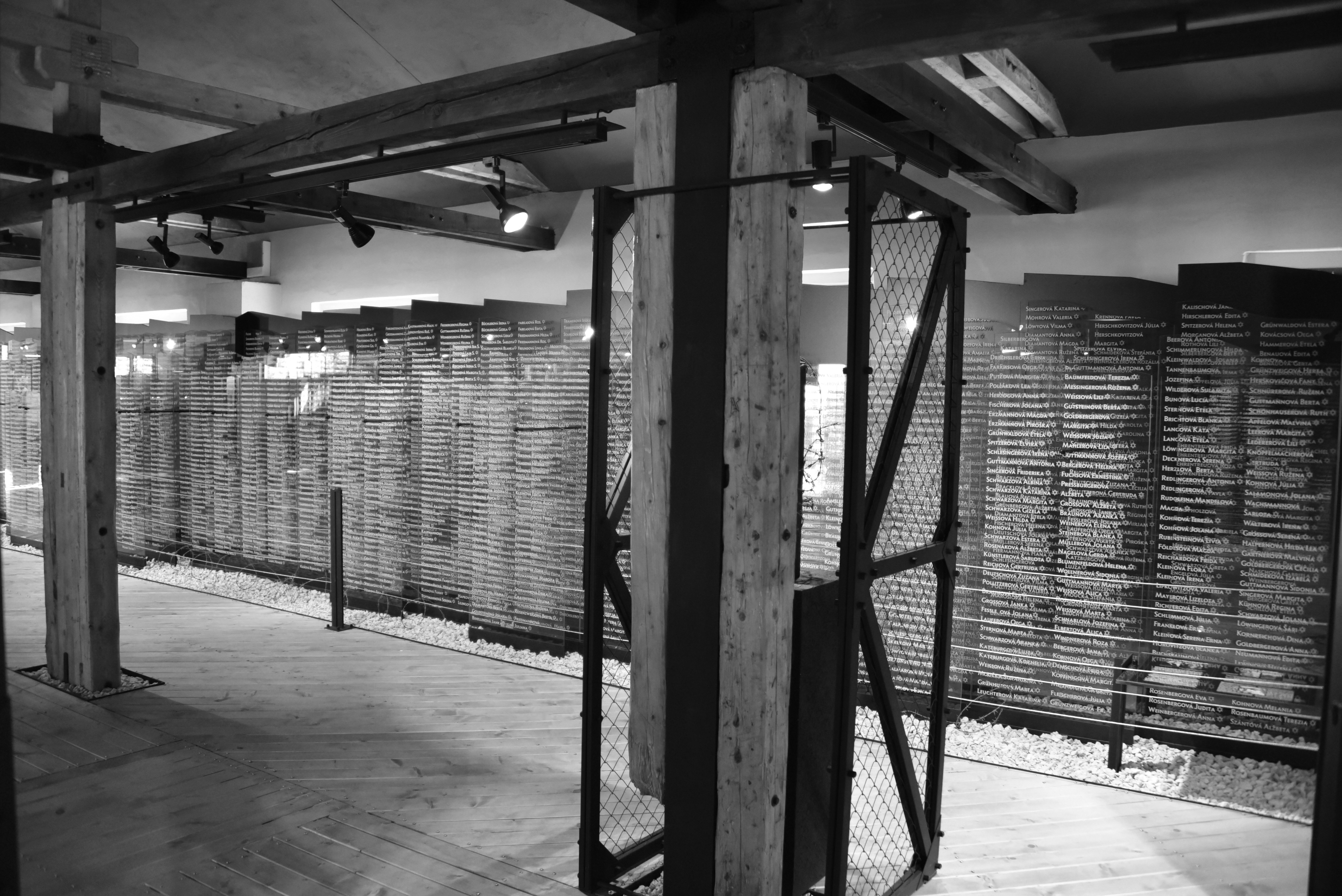
Noms des Juifs assassinés sur le site de l'ancien camp de concentration de Sereď.

Vers la fin avril 1945, l'Armée rouge capture la Slovaquie. Environ 69 000 Juifs ont été assassinés, soit 77 % de la population d'avant-guerre. Entre 10 000 et 11 000 ont survécu en Slovaquie, auxquels s'ajoutent 9 000 personnes revenues des camps de concentration ou de l'étranger ; 10 000 autres ont survécu dans les territoires annexés par la Hongrie. À la fin de l'année 1945, la Slovaquie compte 33 000 Juifs. De nombreux survivants ont perdu leur famille entière et un tiers d'entre eux souffre de tuberculose. Même si la législation tchécoslovaque d'après-guerre annule toutes les transactions issues de la persécution nazie, le gouvernement autonome slovaque refuse de l'appliquer,. Les biens sans héritiers sont nationalisés en 1947 et versés au Fonds de liquidation des devises. Ceux qui ont dérobé des biens aux Juifs se montrent réticents à les restituer ; d'anciens membres de la résistance se sont eux aussi emparés de certains biens volés. Les litiges autour de la restitution engendrent des actes d'intimidation et de violentes agressions, notamment le pogrom de Topoľčany en septembre 1945 et les émeutes du Congrès des partisans en août 1946,. L'historienne polonaise Anna Cichopek-Gajraj (en) estime que les violences d'après-guerre ont provoqué l'assassinat d'au moins 36 Juifs et plus de 100 autres sont blessés,.
Josef Witiska, commandant de l'Einsatzgruppe H, se suicide en 1946 pendant la procédure d'extradition vers la Tchécoslovaquie. Wisliceny est traduit en justice, condamné et exécuté à Bratislava en 1948. Brunner échappe à la justice en fuyant vers la Syrie. Jozef Tiso (qui s'est enfui en Autriche) est extradé en Tchécoslovaquie, reconnu coupable de trahison et de collaboration, et condamné à mort le 15 avril 1947, puis exécuté trois jours plus tard. D'après le tribunal, son acte le « plus immoral, plus non-chrétien et plus inhumain » est d'avoir ordonné la déportation des Juifs slovaques. D'autres criminels, dont Vojtech Tuka, sont aussi jugés, condamnés et exécutés,. Tiso et Tuka sont tous deux traduits en justice en vertu du décret 33/1945, une loi rétroactive qui ordonne la peine de mort pour la répression du soulèvement national slovaque. Leurs rôles pendant la Shoah sont associés aux crimes entraînant leur condamnation,. Les auteurs de certains des articles et caricatures les plus choquants font l'objet de poursuites après la guerre. Les procès présentent les hauts fonctionnaires de la république slovaque comme des traîtres, ce qui décharge la société slovaque de la responsabilité de la Shoah (en).
Le gouvernement tchécoslovaque soutient le sionisme et il insiste sur les options offertes aux Juifs : s'assimiler dans la culture Tchécoslovaque ou émigrer en Palestine. Les Juifs ayant déclaré la nationalité allemande ou hongroise dans un recensement d'avant-guerre sont déchus de leur nationalité, ce qui les prive de tout droit à une restitution, et ils sont menacés de déportation. La plupart des Juifs de Slovaquie migre vers Israël ou d'autres pays dans les années qui suivent la guerre. Cette émigration s'accélère après le Coup de Prague en 1948 et la nationalisation de nombreuses entreprises. Les communautés juives déclinent après-guerre : sur 126, il n'en reste que 25 et la population diminue de 80 %. Fin 1949, il ne reste plus que quelques centaines de Juifs. Beaucoup de ceux qui ont choisi de rester ont changé leur nom de famille et abandonné leur pratique religieuse pour s'intégrer dans la classe moyenne slovaque. En 2019, la population juive est estimée à 2 000 ou 3 000 personnes.

## Mémoire

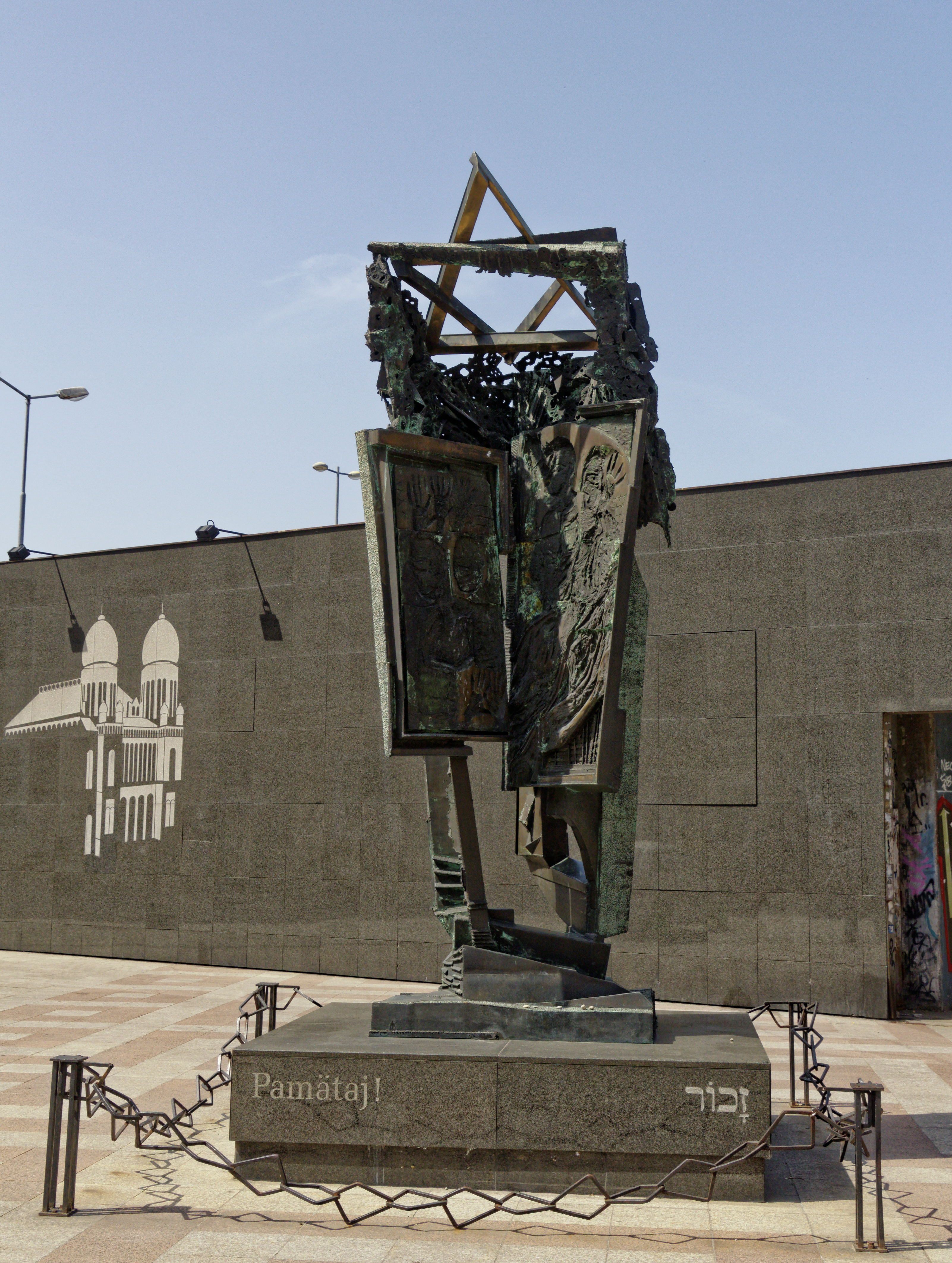
Mémorial de la Shoah à Rybné námestie (Bratislava).

L'attitude du gouvernement envers les Juifs et le sionisme bascule après 1948 et conduit aux procès de Prague en 1952, dans lesquels le gouvernement tchécoslovaque accuse 14 communistes (dont 11 sont juifs) d'appartenir à un complot sioniste,. La censure politique entrave l'étude de la Shoah et les mémoriaux aux victimes du fascisme ne mentionnent pas les Juifs. Dans les années 1960, qui se caractérisent par un mouvement de libéralisation — le Printemps de Prague — il devient possible de débattre de la Shoah,. Le Miroir aux alouettes, film de 1965 qui remporte des récompenses, traite de la culpabilité des Slovaques au sujet de la Shoah,. Après l'invasion par les forces du Pacte de Varsovie en 1968, les autorités répriment la liberté d'expression, tandis que la propagande antisioniste, largement importée d'Union soviétique, s'intensifie et dérive vers l'antisémitisme après la victoire israélienne de la guerre des Six Jours en 1967.
La chute du régime communiste en 1989 provoque la dissolution de la Tchécoslovaquie en 1993 et entraîne une résurgence du nationalisme avec le gouvernement de Vladimír Mečiar. Après la chute de Mečiar en 1998, le gouvernement slovaque favorise la mémoire de la Shoah pour montrer que l'identité nationale est européenne avant de rejoindre l'Union européenne en 2004. Pendant les années 1990, de nombreux mémoriaux sont édifiés en l'honneur des victimes de la Shoah, et en octobre 2001 la Slovaquie institue le 9 septembre (anniversaire de l'adoption du Code juif) comme la journée des Victimes de la Shoah et de la haine raciale. L'Institut de la mémoire nationale ouvre en 2002 pour offrir l'accès aux archives de la république slovaque et du régime communiste. Le gouvernement post-communiste promulgue des lois pour restituer les biens des Juifs, mais les conditions d'octroi du statut de résident et de citoyen ont dissuadé des émigrants de déposer des réclamations. En 2002, 10 % de la valeur des biens nationalisés faute d'héritiers sont versés à un fonds qui finance l'éducation juive et les mémoriaux de la Shoah. En juin 2019, Yad Vashem avait reconnu 602 Slovaques comme des Justes parmi les nations qui ont risqué leur vie pour sauver des Juifs.
La chercheuse en science politique Jelena Subotić (en) déclare que la république slovaque « constitue un paradoxe pour la construction de l'identité slovaque post-communiste » car il s'agissait du premier État slovaque indépendant. Le voir sous l'angle d'un État entièrement indépendant aggrave sa responsabilité dans la déportation des Juifs pendant la Shoah ; mais le voir comme un État satellite fragilise son rôle, à savoir légitimer l'État slovaque actuel. L'adoption d'une attitude relativiste face à la Shoah en Slovaquie se concrétise dans les tentatives d'absoudre le gouvernement Tiso en rejetant les responsabilités sur les Allemands et les Juifs,. Un manuel de 1997 écrit par Milan Stanislav Ďurica (en), soutenu par le gouvernement, allume une polémique internationale (l'ouvrage est finalement retiré des programmes scolaires) car il présente les Juifs comme menant une vie heureuse dans les camps de travail pendant la guerre,,. Tiso et la république slovaque font l'objet de commémorations de la part de catholiques et d'ultranationalistes,. Le parti néonazi Kotleba, représenté au parlement national et au parlement européen, et par ailleurs très populaire chez les jeunes électeurs, présente une vision positive de la république slovaque. Son dirigeant, Marian Kotleba, a une fois décrit les Juifs comme « démons d'apparence humaine ». Des membres du parti sont accusés de négation de la Shoah, — qui, depuis 2001, constitue un délit.